# Architecture de Sydney

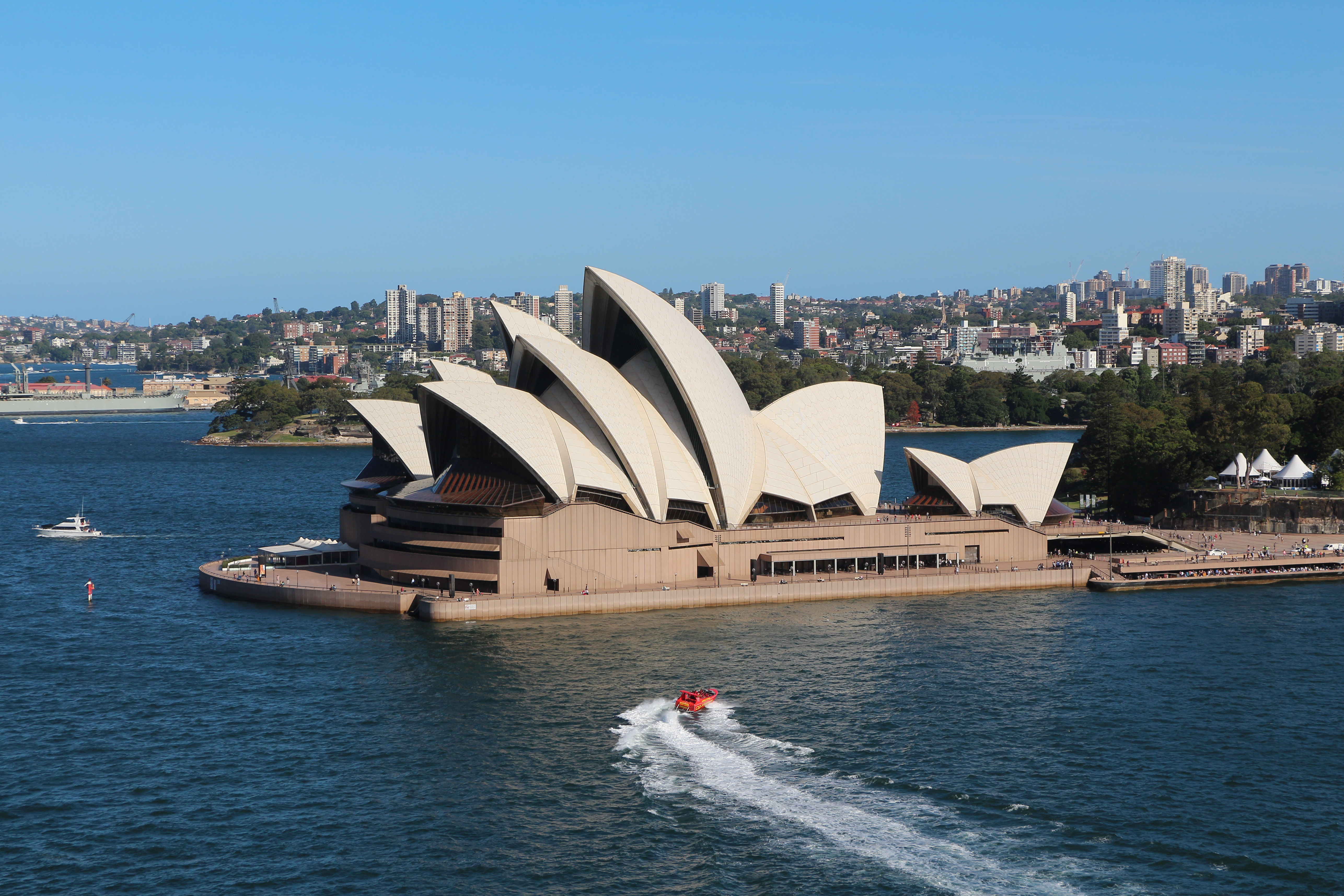
L'Opéra de Sydney par l'architecte danois Jørn Utzon.

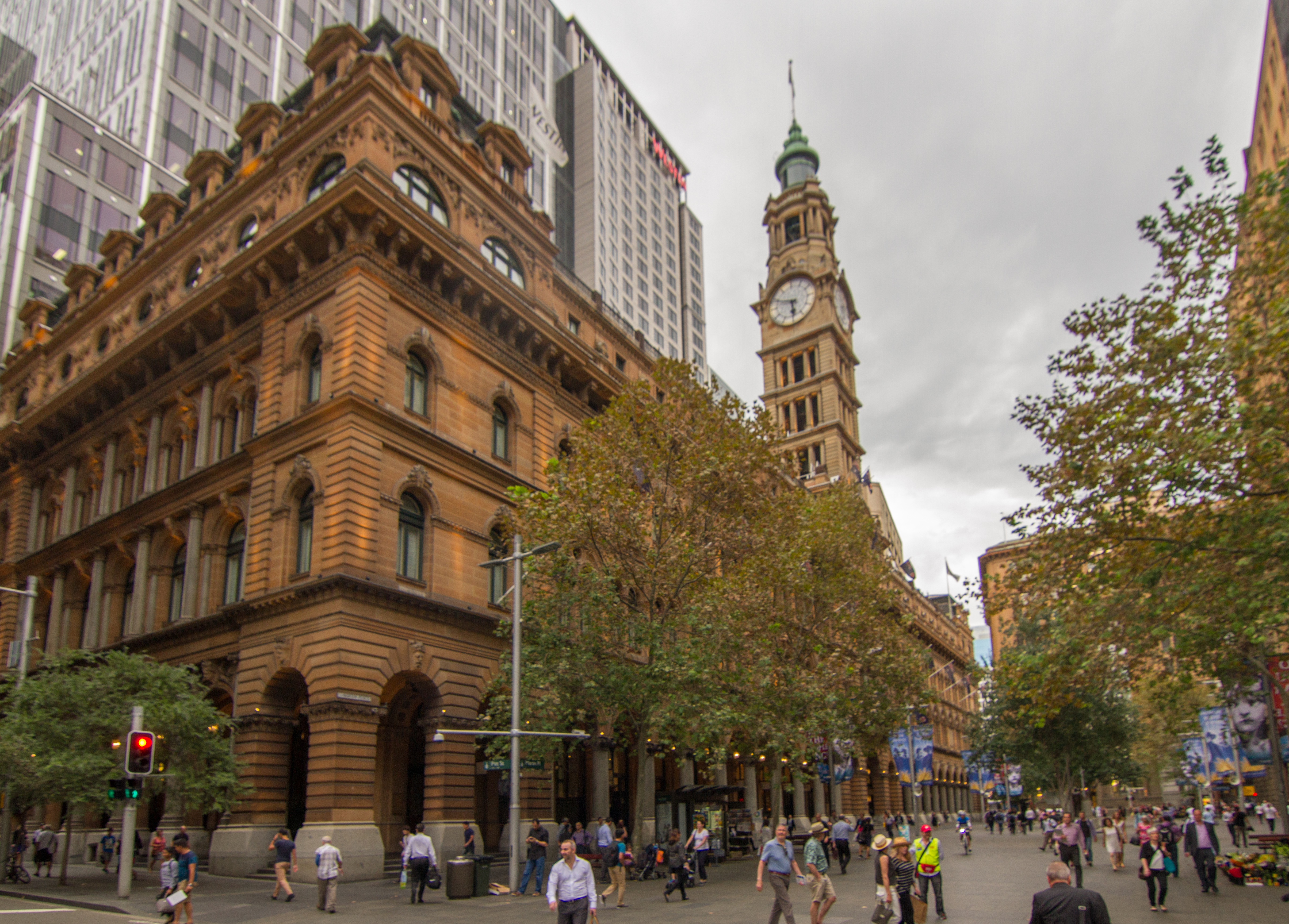
Le General Post Office, l'un des exemples les plus emblématiques et les plus connus de l'architecture victorienne à Sydney.

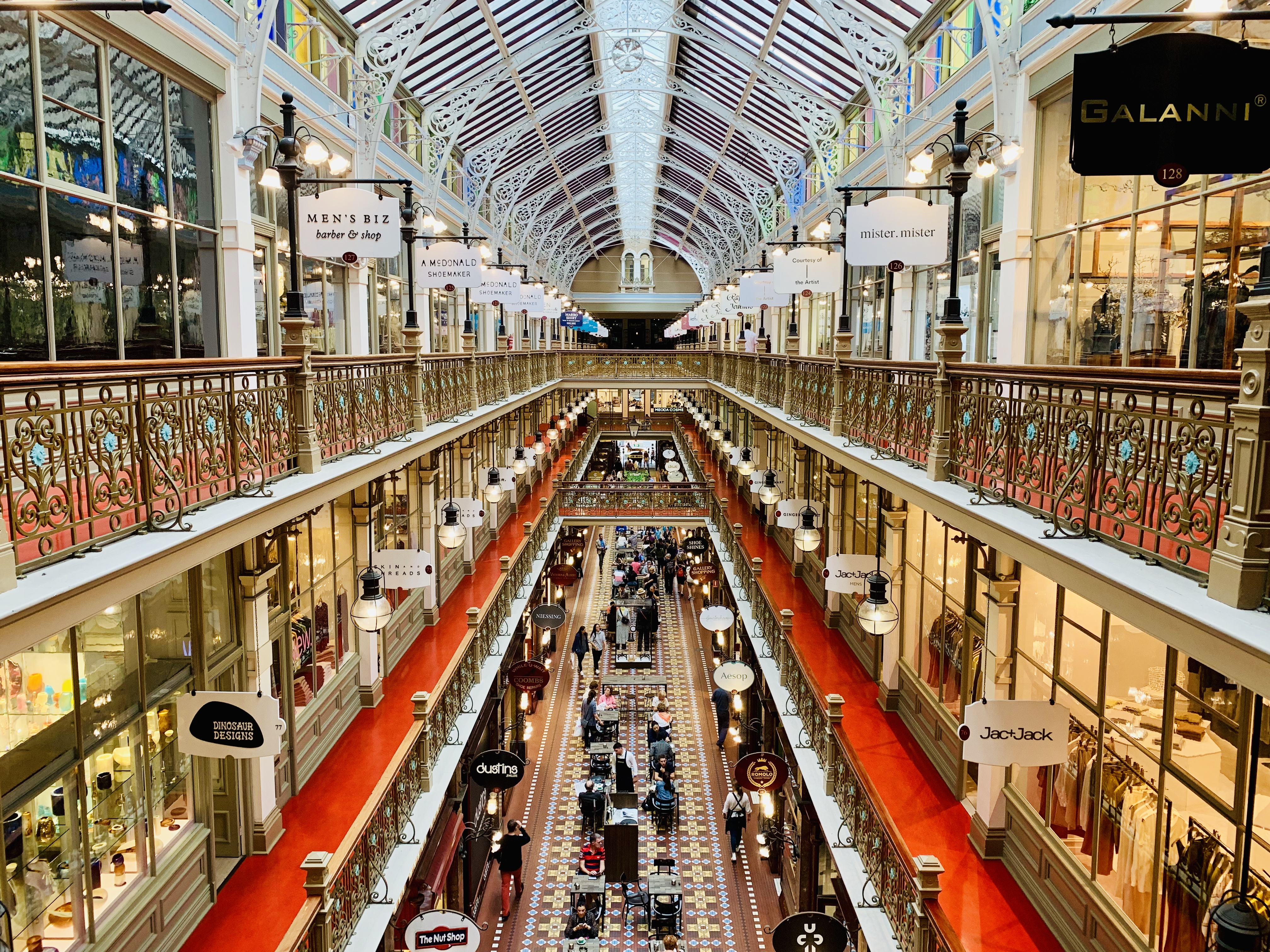
L'intérieur de la Strand Arcade construite au XIXe siècle.

L'architecture de Sydney, la plus ancienne ville d'Australie, se caractérise par l'absence d'une architecture uniforme et par la juxtaposition des styles qui se sont succédé au cours des 200 ans d'histoire de la ville, depuis ses modestes débuts avec des matériaux locaux et le manque de financement jusqu'aux gratte-ciels modernes.
Au XIXe siècle, sous le mandat du gouverneur Lachlan Macquarie, les œuvres de Francis Greenway sont les premiers bâtiments importants de la colonie naissante. Plus tard, les styles dominants sont les bâtiments victoriens du centre-ville, créés à partir de grès de Sydney local, et au tournant du siècle le style de la Fédération dans les nouvelles banlieues de l'époque.
Avec la levée des restrictions de hauteur dans les années qui ont suivi la Seconde Guerre mondiale, une grande partie du parc architectural le plus ancien du centre de Sydney a été démoli pour faire place à des gratte-ciel modernes. Malgré cela, Sydney abrite toujours parmi les plus anciens bâtiments publics d'Australie comme Old Government House, situé à Parramatta.
Les nouveaux bâtiments notables de Sydney ont été conçus par l'architecte austro-australien Harry Seidler, ainsi que par des architectes internationaux tels que Jørn Utzon, Jean Nouvel, Richard Rogers, Renzo Piano, Norman Foster et Frank O. Gehry tout au long des années 1960 jusqu'aux années 2010.

## 1788-1820: style georgien

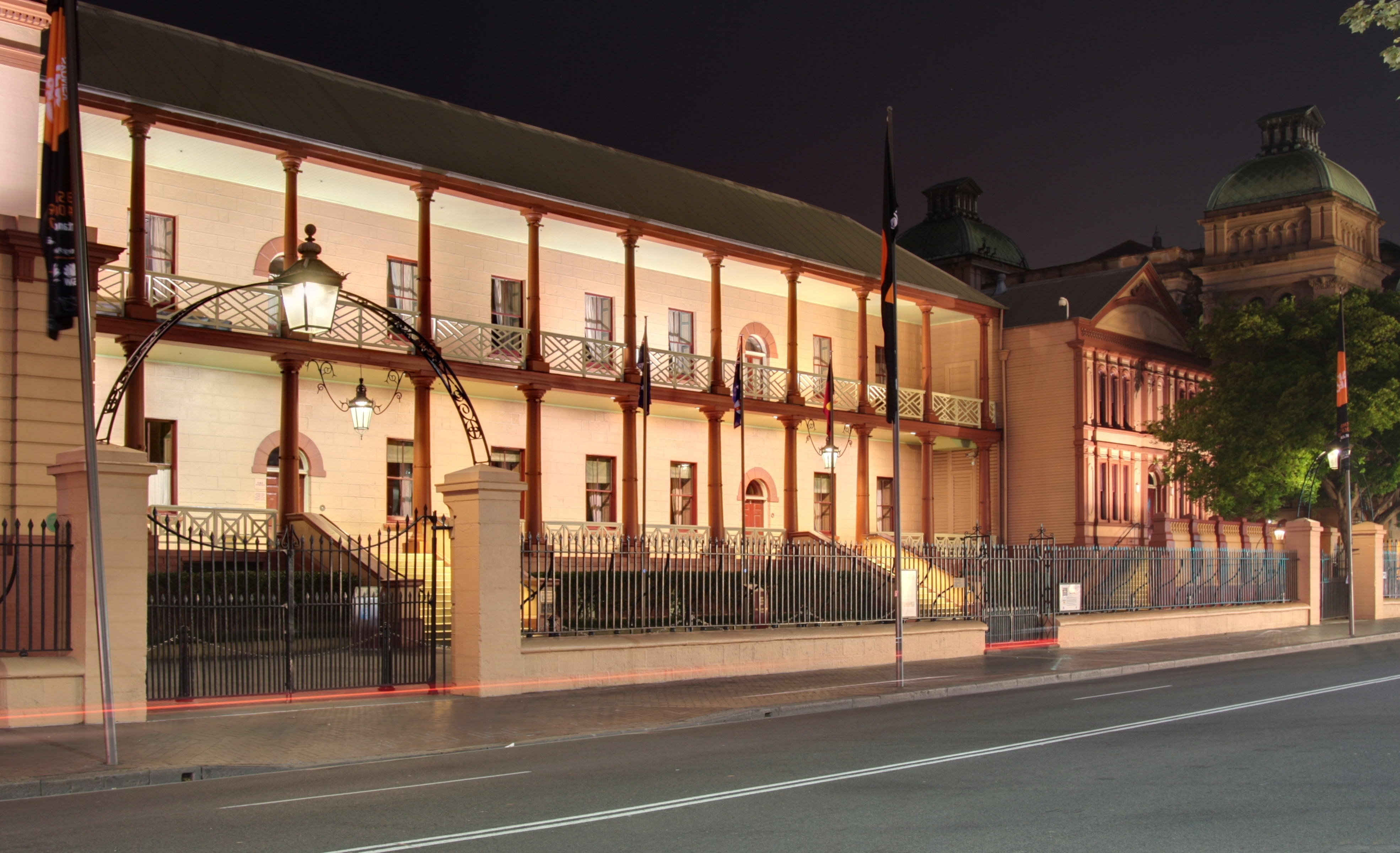
Parliament House.

Les Britanniques établissent une colonie à Sydney Cove en janvier 1788 après que la First Fleet eut quitté Portsmouth et navigué pendant 9 mois. Les premières années de la colonie sont marquées par le sentiment du caractère provisoire de la présence des condamnés et de leurs gardes, ayant la conviction qu'ils retourneraient en Grande-Bretagne une fois qu'ils auraient « fait leur temps ». La colonie était mal équipée, avait peu de vivres et n'était pas familiarisée avec le climat ou le sol. Pendant ses deux premières années, elle fait face à la faim. En 1790, le gouverneur Phillip commence le processus de libération des prisonniers et l'octroi de terres, comme celle de Rose Hill, 20 km à l'intérieur des terres qui a fourni un approvisionnement alimentaire stable à la colonie.
Le gouvernement britannique n'a pas fourni d'architectes, de bâtisseurs ou d'outils à la nouvelle colonie. Les demandes d'outils de construction sont traitées tardivement, ce qui est considéré comme un signe que le gouvernement britannique est réticent à investir de l'argent dans une colonie pénitentiaire, même si le nombre de colons libres augmente. Les constructeurs amateurs ont pris le temps de déterminer quels matériaux locaux étaient appropriés à la construction.

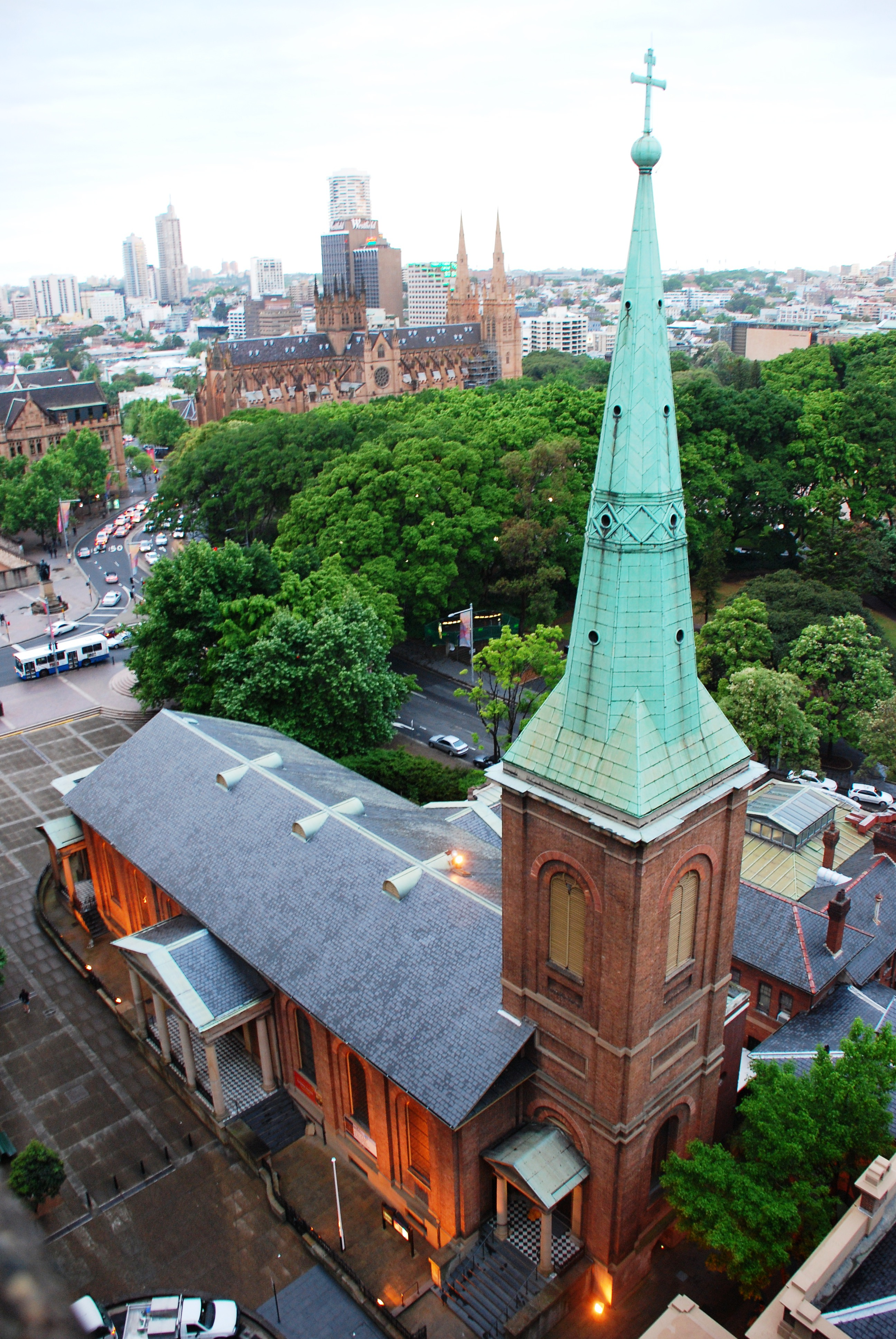
Église St James, 1824.

Les bâtiments qui sont construits sont d'une fabrication et de matériaux si pauvres qu'ils nécessitent un entretien constant. Le lieutenant William Dawes produit un plan de ville pour Sydney en 1790, mais, dans une société sans ressources et souvent sans lois, il est ignoré et l'aménagement de Sydney montre encore de nos jours ce manque de planification. Les premiers bâtiments importants de Sydney sont de simples bâtiments adaptés au climat (souvent grâce à des vérandas profondes), aux matériaux disponibles et à l'artisanat, et sont créés dans un contexte où faut se contenter de peu et improviser.

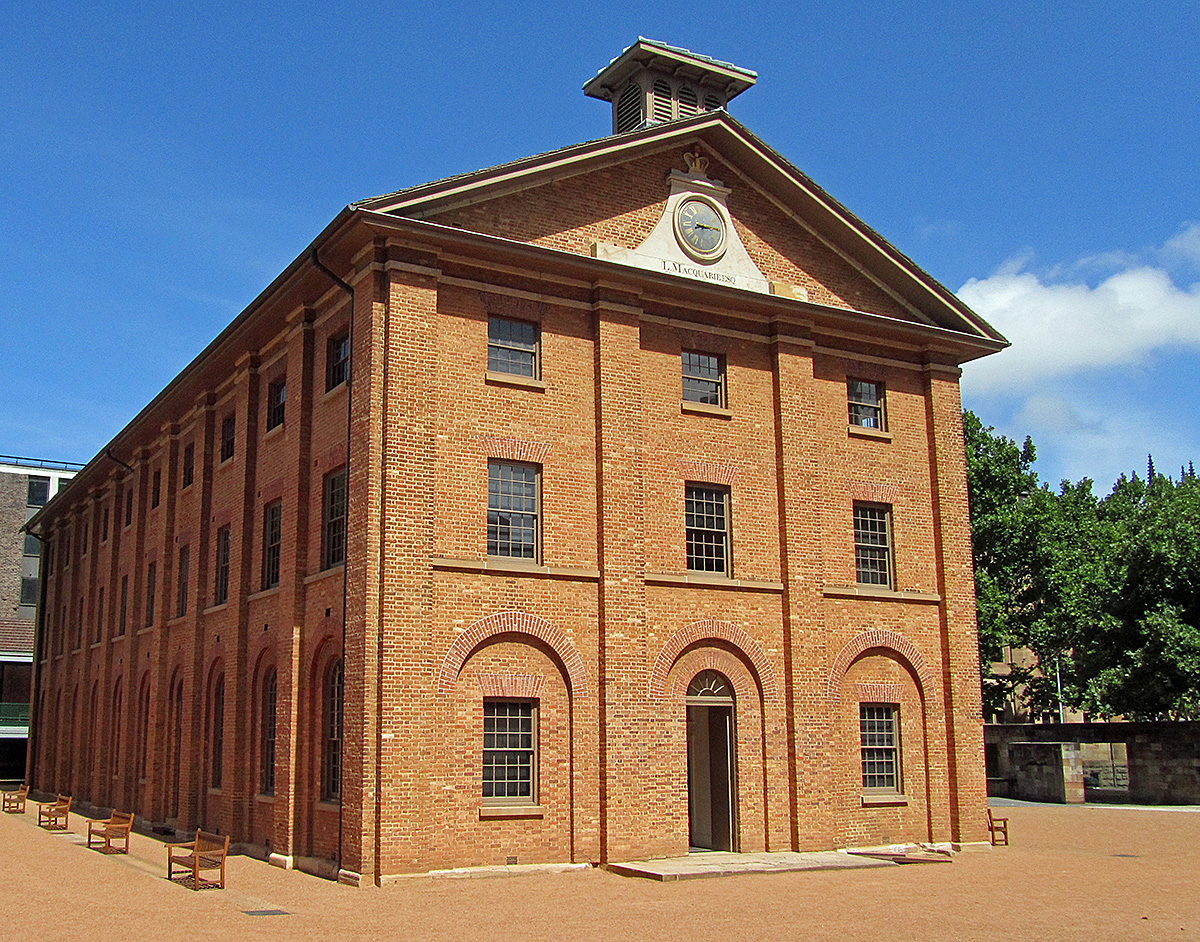
Hyde Park Barracks.

Le mandat du gouverneur Macquarie commence en 1810 et il promeut l'idée de Sydney comme société prospère de citoyens libres. Il commande une enquête sur tous les aspects de la colonie, y compris les bâtiments qu'il trouve dans « un état de délabrement le plus désastreux ». Il instaure un code de base avec certaines normes minimales pour les nouveaux bâtiments et l'exigence que chaque plan de construction soit soumis. Il considère sa fonction comme responsable de l'édification de la nation et de la fourniture d'installations fonctionnelles qui donnent un sentiment de fierté à la communauté. À la fin de son mandat, Macquarie avait supervisé la construction de 92 bâtiments en briques, 22 bâtiments en pierre, 52 maisons en bois, quatre ponts, sept quais et digues et plus de 200 miles de route.
En 1814, Francis Greenway, un condamné purgeant une peine de quatorze ans pour faux, arrive à Sydney et sur une courte période, le partenariat entre Greenway et Macquarie donne naissance à des bâtiments publics d'inspiration classique, sobres et bien proportionnés, comprenant la caserne Hyde Park, l'église St James, St Matthews à Windsor et le Old Liverpool Hospital. à Liverpool. Une commission d'enquête de 1819 sur la colonie accuse Macquarie d'extravagance, notamment en ce qui concerne la construction, et il fut rappelé en Angleterre. Cela met de fait fin à la carrière de Greenway et peu de travaux publics sont effectués jusqu'à la fin des années 1830.

## 1830-1850: néo-gothique éclectique

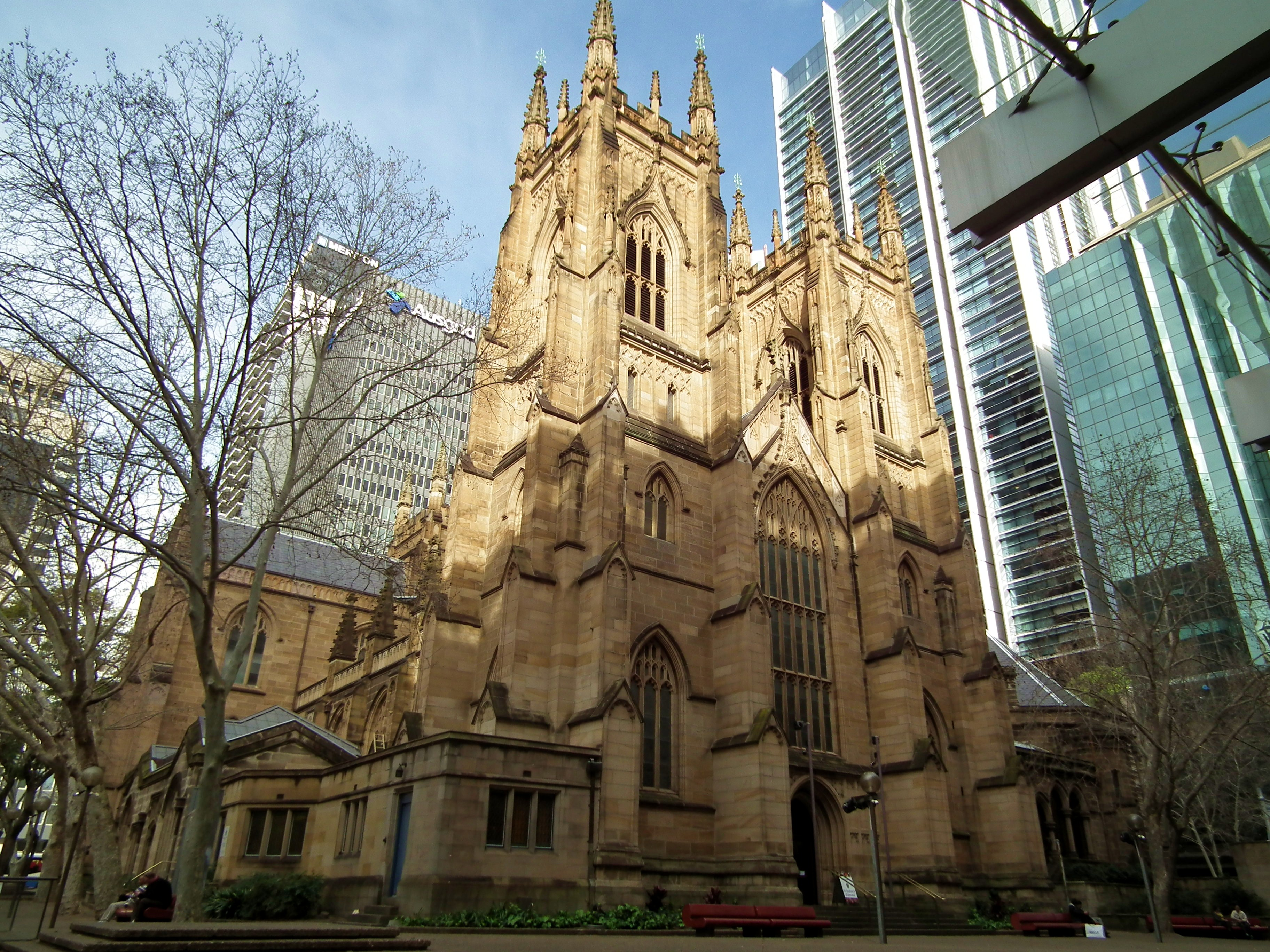
Cathédrale St Andrew par Edmund Blacket.

La croissance démographique, l'octroi de baux perpétuels sur les propriétés de la ville, l'encouragement du libre-échange et des exportations soutiennent une économie en plein essor. Depuis le début de la colonie, les officiers et les administrateurs sont logés du côté est du Tank Stream, tandis que les rangs inférieurs et le commerce sont consignés à l'ouest. Dans les années 1830, cela est visible avec la présence de belles maisons sur la crête de Potts Point. Le néo-classique georgien est remplacé par le style néo-gothique, éclectique et avec plus d'ornements. John Verge est l'architecte le plus renommé des années 1830 et ses bâtiments les plus connus sont Tusculum à Potts Point, Elizabeth Bay House et Camden Park.

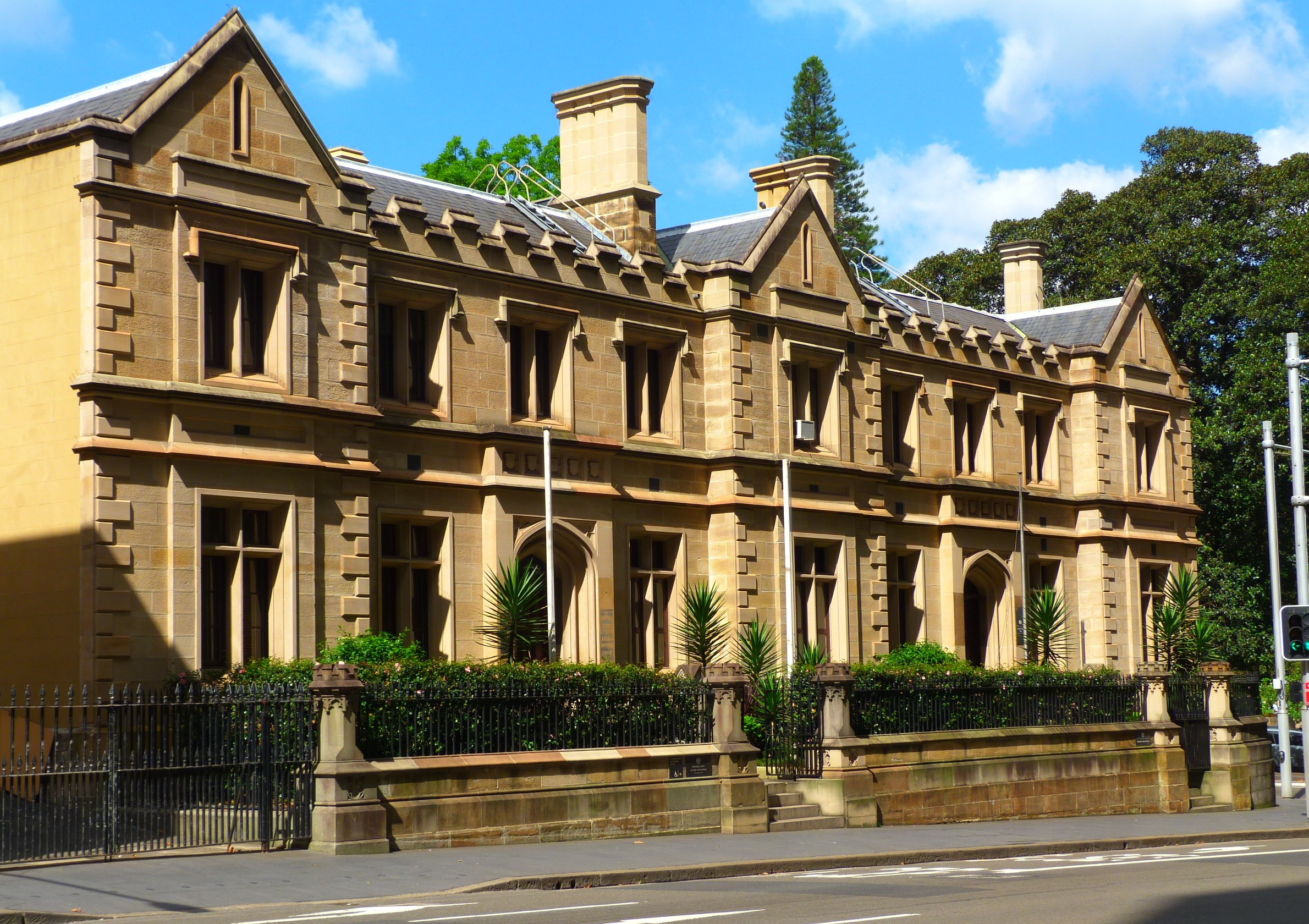
Old Registry Wing (Cour suprême de Nouvelle-Galles du Sud).

Les années 1840 voient une économie de plus en plus dynamique et une société confiante entraînée par la fin du transport des détenus et le début d'une législature indépendante. Le boom de la construction embrasse le style néo-gothique car la colonie a fort besoin de s'identifier au pays d'origine. L'architecture publique, commerciale et domestique néglige le climat local en faveur des styles importés de Grande-Bretagne, et les projets avec des budgets substantiels produisent souvent un éclectisme aveugle. Inversement, les projets avec des budgets limités empêchent la conception ostentatoire et aboutissent à une sorte de style vernaculaire qui répond aux conditions locales. Plutôt qu'un dispositif de connexion entre les pièces, la véranda est devenue un dispositif de protection solaire, et les murs en grès massif et la ventilation croisée stabilisent les températures extrêmes, froides ou chaudes.

## Années 1850: architecture victorienne

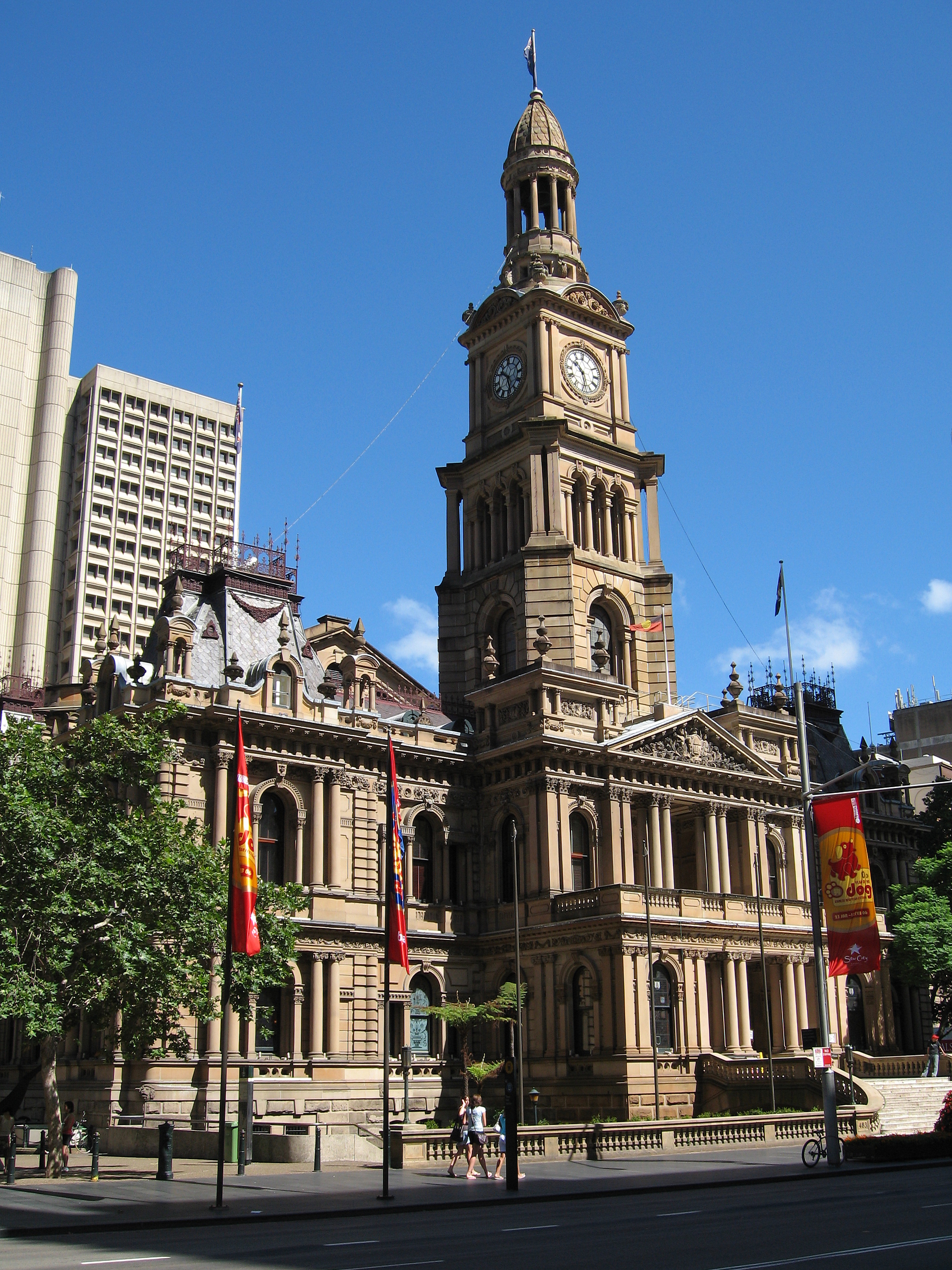
Hôtel de ville de Sydney, de style Second Empire.

Les aspirations victoriennes pour la respectabilité, la formalité et le matérialisme sont aggravés à Sydney par le désir colonial de respect, qui en architecture amène la copie de styles importés, principalement de Grande-Bretagne. La nouvelle richesse et l'augmentation rapide de la population arrivent avec la ruée vers l'or des années 1850. Une nouvelle classe moyenne apparaît, désirant des maisons, des villes et des bâtiments publics correspondant à sa nouvelle richesse et à ce nouveau statut social et la construction de bâtiments de haute qualité tels que des églises, des bâtiments commerciaux et publics et des maisons ostentatoires des riches en plein essor. D'un autre côté, les logements destinés à la classe ouvrière et à la classe moyenne inférieure restent sous les normes et l'insalubrité augmente.
Dans les années 1860, l'architecture de Sydney est davantage axée sur le style que sur la prise en compte de la fonction du bâtiment par rapport à son cadre et à son climat. L'augmentation des immigrants italiens influence la construction résidentielle qui se manifeste par une popularité croissante de l'ornementation de surface, du plâtre, des arcades et des loggias et des tours carrées. La simplicité de l'architecture coloniale primitive est remplacée par des façades décoratives en fonte ornée de hauts plafonds aux moulures élaborées.

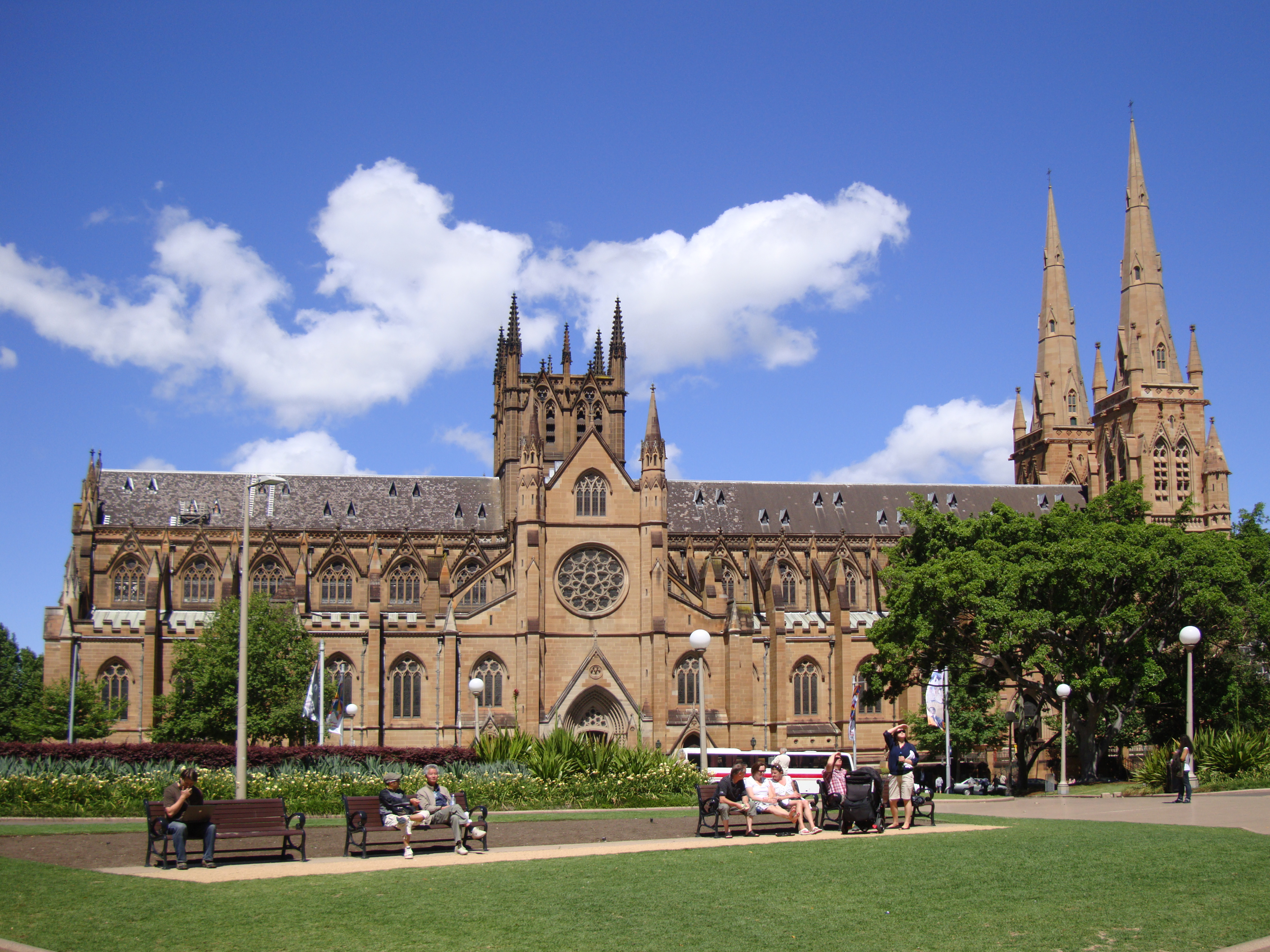
Cathédrale Sainte-Marie, de style gothique victorien.

L'un des nouveaux édifices municipaux est le bâtiment principal de l'université de Sydney par Edmund Blacket, achevé en 1859. James Barnet est à partir de 1862 l'architecte victorien le plus prolifique de Sydney. Ses bâtiments comprennent l'Australian Museum (1864), la Customs House (1884), le General Post Office (1890), le Lands Department Building (1881 et 1893) et le Chief Secretary's Building (1878). Il est également l'auteur de nombreux bureaux de poste de banlieue, palais de justice et autres édifices municipaux. La plupart des bâtiments publics de Sydney de cette époque, y compris ceux de Barnet, sont construits en pierre locale et sont de styles variés, y compris à italianisant, gothique et néoclassique avec des façades très travaillées. Le début des années 1860 connaît un regain d'intérêt pour l'utilisation de la brique. La production de masse de briques commence dans les années 1870, bien que la production à la main se soit poursuivie jusqu'à la fin du XIXe siècle.
En 1880, les deux tiers de la population sont nés en Australie et un nationalisme croissant considère le pays comme un paradis par rapport à l'ancien monde. Avec une économie en plein essor, les Australiens tentent de prouver qu'ils peuvent rivaliser avec le Vieux Monde et pendant cette période, de nombreux grands magasins, cafés et grands hôtels australiens sont construits, la plupart dans les grandes villes de Sydney et Melbourne, et certains existent encore à Sydney aujourd'hui. Anthony Hordern & Sons et l'Australia Hotel n'ont pas survécu, mais le Grace Building, achevé en 1930, est un exemple de la période florissante en Australie qui se déroule des années 1880 jusqu'à la fin des années 1920. Construit dans un style art déco alors relativement nouveau, The Grace a été « conçu pour utiliser les deux premiers étages à la manière d'un grand magasin. Les étages restants étaient destinés à fournir des bureaux de location aux importateurs et autres entreprises engagées dans le commerce des produits de base ».

## Après la Seconde Guerre mondiale

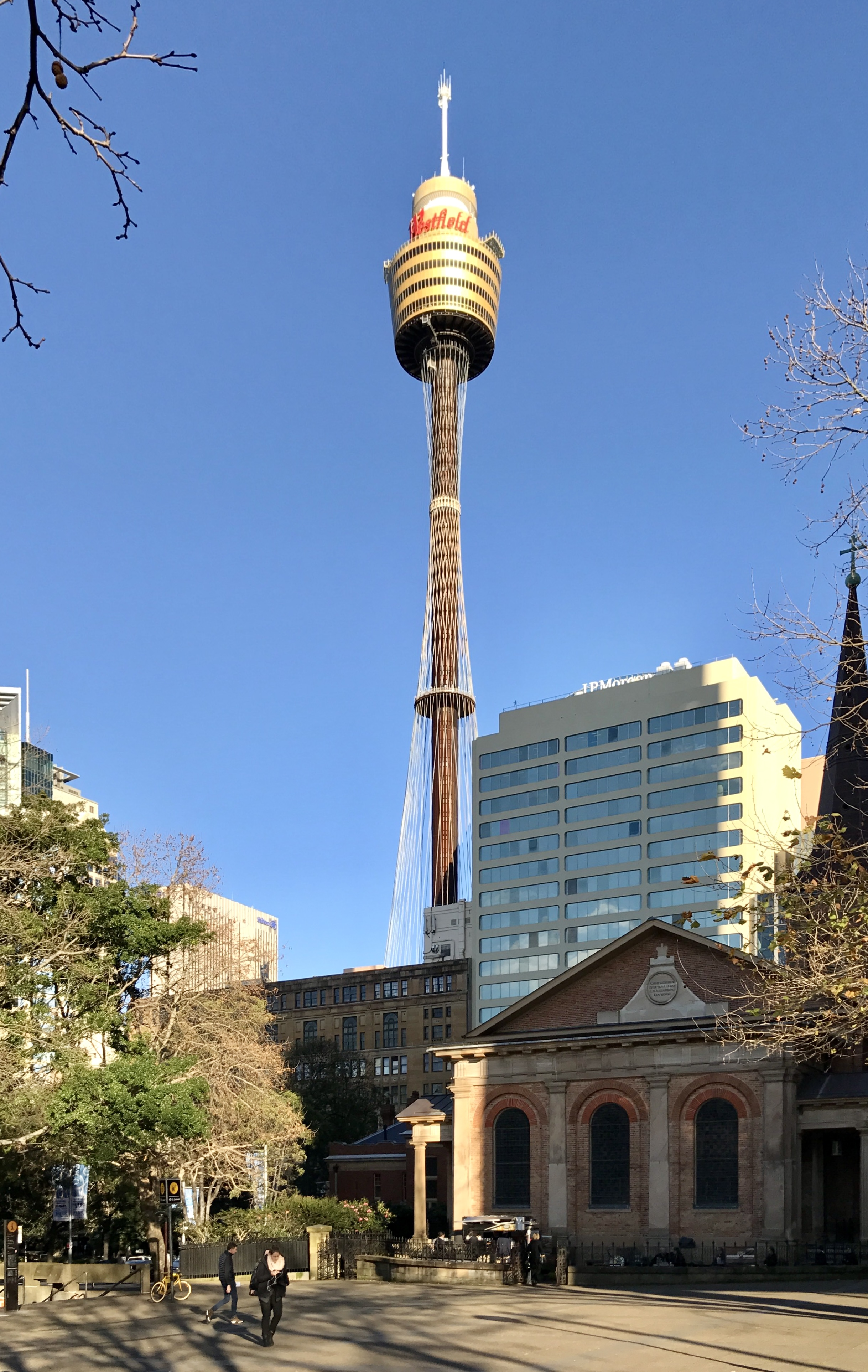
La tour de Sydney est la plus haute structure autoportante de Sydney depuis 1981.

La Grande Dépression et la Seconde Guerre mondiale installent une grave pénurie de logements pour l'Australie à la fin des années 1940[réf. nécessaire]. Une pénurie de matériaux et de main-d'œuvre qualifiée aggrave cette situation, tout comme les pratiques restrictives de prêt bancaire selon lesquelles il est de règle pour les emprunteurs de verser une caution de 50 % de la valeur d'une maison. La construction de terrains d'environ 115 mètres carrés n'arrange rien. Ces facteurs alimentent une récession de l'industrie du bâtiment et le coût de la construction de maisons dans la décennie qui suit la guerre augmente de 600 %. En réponse, les jeunes architectes qui avaient travaillé en Europe et sont retournés en Australie apportent une simplicité dans la conception et la construction et renouvellent l'intérêt pour la structure logique. Les vérandas et les porches deviennent moins courants sur les maisons et les toits légèrement inclinés remplacent les toits en croupe. Les conceptions ne comportent plus d'ornementation non fonctionnelle, les plafonds sont plus bas et les pièces doivent être polyvalentes. Les vestibules sont éliminés, les couloirs, les salles à manger et les salons séparés également et l'entrée principale se trouve directement dans le salon.

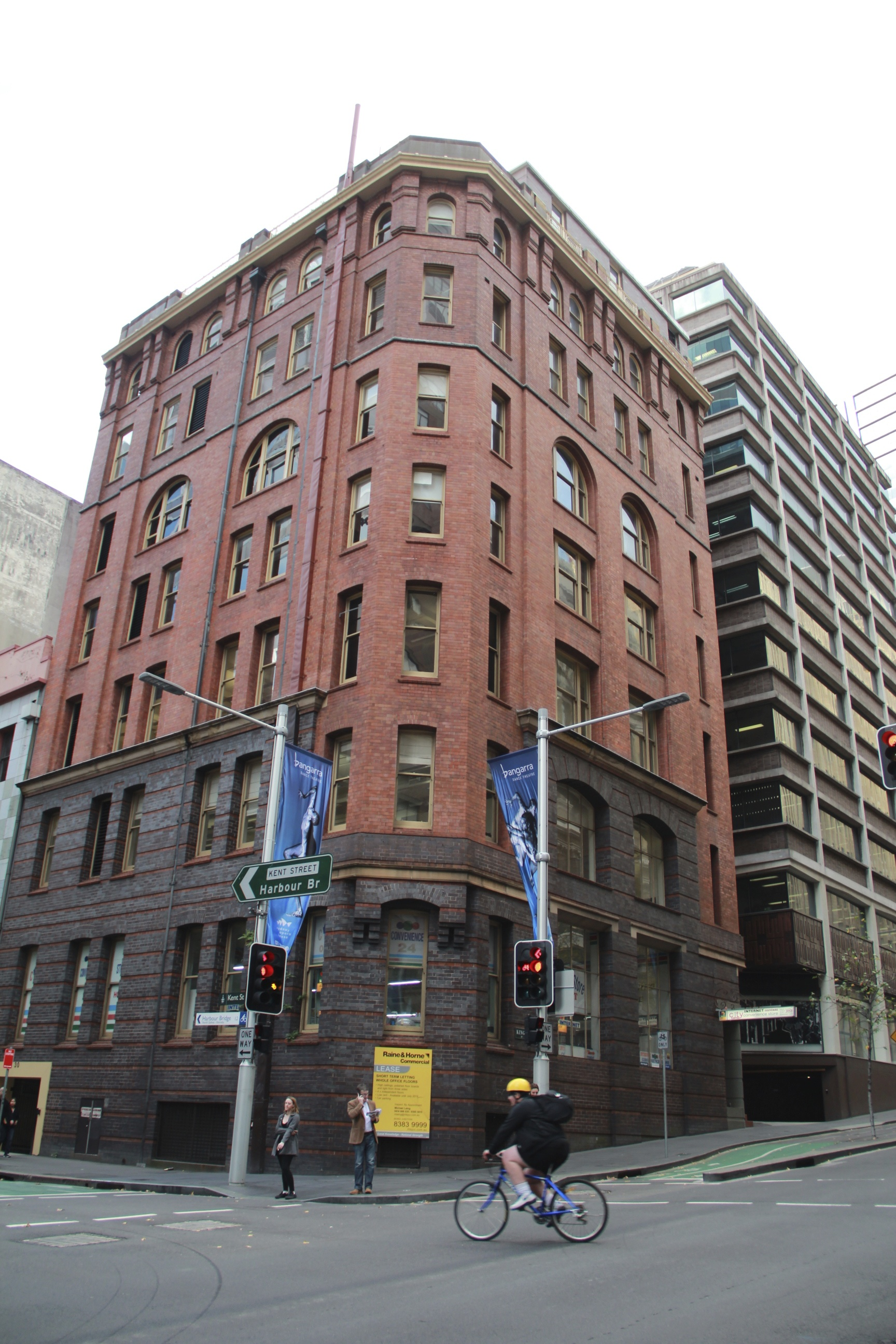
Immeuble d'après-guerre sur Kent Street.

Harry Seidler joue un rôle déterminant dans l'introduction de l'internationalisme à Sydney. Il a étudié avec Walter Gropius à Harvard, travaillé avec Marcel Breuer et avait été encadré par Josef Albers au Black Mountain College. La Rose Seidler House, pour ses parents, est le premier des dix bâtiments qu'il construit à Sydney entre 1948 et 1952. La maison est une révélation pour le Sydney conservateur des années 1950.
En contraste au modernisme très européen de Seidler, la forme plus douce pratiquée par la « Sydney School » se développe dans les années 1950 et 1960. Cette mouvance d'architectes, comprenant, entre autres, Bill Lucas, Bruce Rickard, Neville Gruzman et Ken Woolley, privilégie les maisons organiques et naturelles, souvent construites sur des pentes raides et cachées à la vue dans la brousse naturelle. Ces projets se sont déroulés en grande partie sur la rive nord de la ville et, dans une moindre mesure, dans la banlieue est. Dans la continuité des travaux de Walter Burley Griffin dans la banlieue de Castlecrag à Sydney, ce style d'architecture australienne était visiblement sensible à l'environnement et, comme Griffin, utilisait souvent des matériaux locaux naturels comme éléments structuraux.
Dans le quartier central des affaires, la levée des restrictions de hauteur amorce le début du changement vers la « verticalisation » de la ville.
Ouvert en 1973, l'opéra de Sydney est conçu par l'architecte danois Jørn Utzon. Sa construction est financée en partie par la Loterie de l'Opéra. Utzon parti avant la fin du bâtiment, les travaux sont achevés par d'autres architectes. Situé sur Bennelong Point dans le port de Sydney, le bâtiment est un site du patrimoine mondial. Le point le plus haut de la ville est la tour de Sydney construite à la fin des années 1970 jusqu'au début des années 1980, lorsque les restrictions de hauteur étaient beaucoup plus clémentes. La tour d'observation offre une vue sur toute la ville.

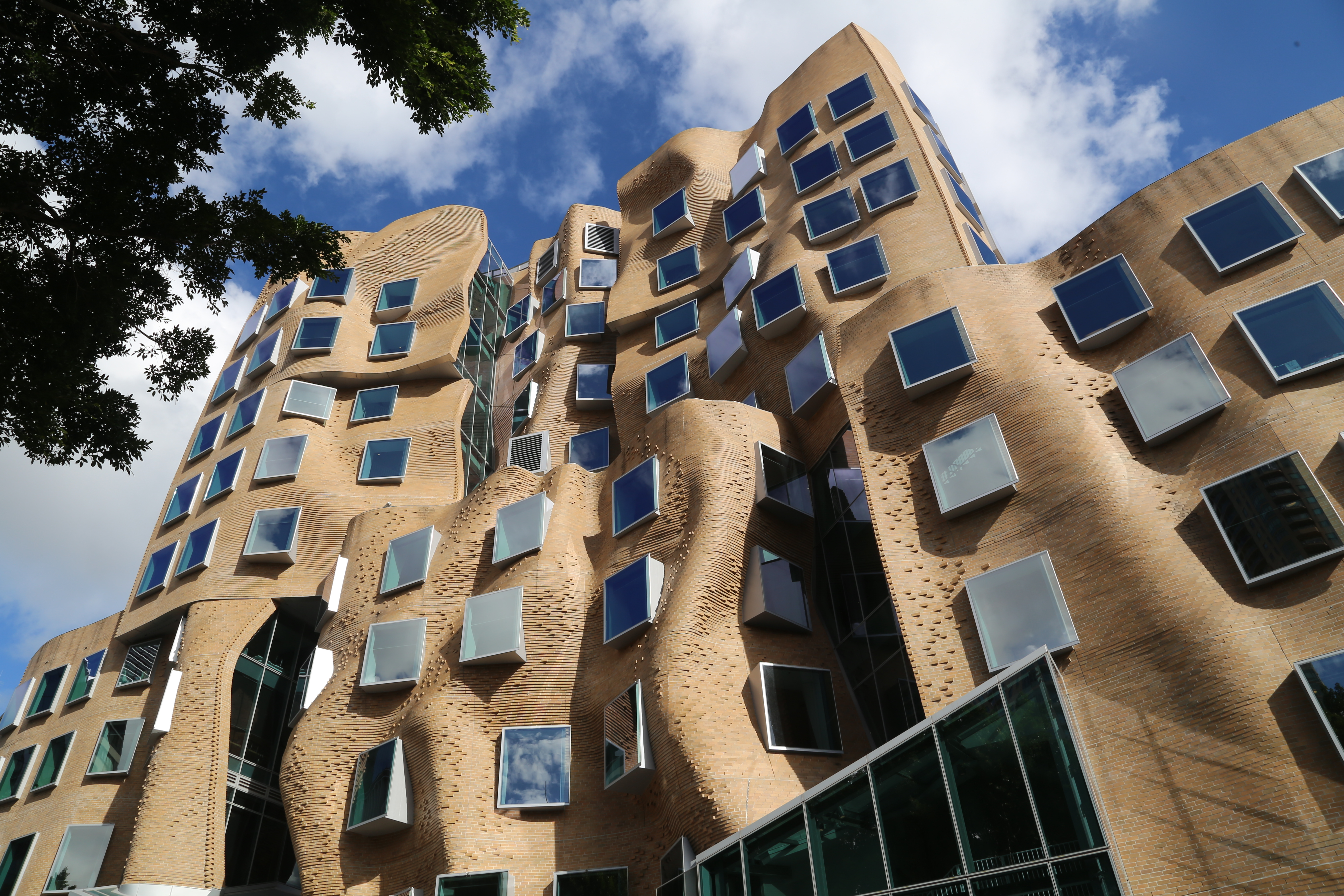
Le Dr Chau Chak Building.

Sydney abrite le premier bâtiment australien du célèbre architecte canadien Frank Gehry, le Dr Chau Chak Wing Building (2015), fondé sur la conception d'une maison dans les arbres.
One Central Park, achevé en 2014, est un bâtiment à usage mixte situé à Chippendale. Développé par Frasers Property et Sekisui House, il est construit comme la première étape du projet de rénovation urbaine Central Park. Il se compose de deux immeubles de grande hauteur et dispose de jardins suspendus verticaux,.

### Lois sur le patrimoine mais non-respect
La préservation historique est supervisée par le New South Wales State Heritage Register, créé en 1999. Certains des plus grands édifices de Sydney ont été remplacés par une architecture contemporaine, une tendance qui commence dans les années 1960 et s'est poursuivie jusqu'à nos jours. La conservation du patrimoine laxiste à Sydney suscite la colère des habitants, qui sont souvent opposés à ce que le gouvernement ou les autorités locales veulent pour la ville, quelque chose vu par exemple lorsque le gouvernement conteste le statut patrimonial du Sirius Building à The Rocks,. La démolition du Regent Theatre en 1988 (laissé à l'abandon), est le reflet de cette attitude, malgré les protestations des sydneysiders et les plaidoyers pour des « interdictions vertes » ou « exclusions vertes » (green ban (en)) : le théâtre est acheté à bon prix par le promoteur immobilier Leon Fink, qui a ensuite démoli le bâtiment quelques jours après l'avoir acheté. Le maire de Sydney, Clover Moore, alors député de Bligh, s'est adressé à une foule de Martin Place en 1988 pour aider à sauver le bâtiment.
Un autre exemple de démolition récente d'un immeuble à Sydney a été la perte du siège social de la Rural Bank. Le bâtiment art déco, conçu dans les années 1930 par FW Turner, est démoli de façon controversée en 1983 pour une tour moderne de la Banque d'État. Malgré les protestations du public, l'importance de la conception du bâtiment et une inscription sur la liste de l'Australian Heritage Commission, sa destruction n'a pas pu être empêchée.
Anthony Hordern & Sons, autrefois le plus grand magasin de Sydney, est une autre démolition controversée d'un immeuble éminent de Sydney. Le bâtiment est construit en 1905 avec une entrée en marbre italien de style victorien. Le site Anthony Hordern Brickfield Hill, a ensuite été utilisé par le NSW Institute of Technology (maintenant UTS) pendant quelques années puis ses bâtiments de ont été détruits en 1986 pour le développement de World Square, qui est resté un trou dans le sol pendant près de vingt ans, avant d'être finalement achevé en 2004. Malgré les démolitions extrêmement contestées et déplorées, il reste quelque héritage du passé à Sydney, tels que le pavillon Hordern, les tours Hordern (dans le cadre du développement de World Square) et le Presbyterian Ladies' College de Croydon.

## Styles importants

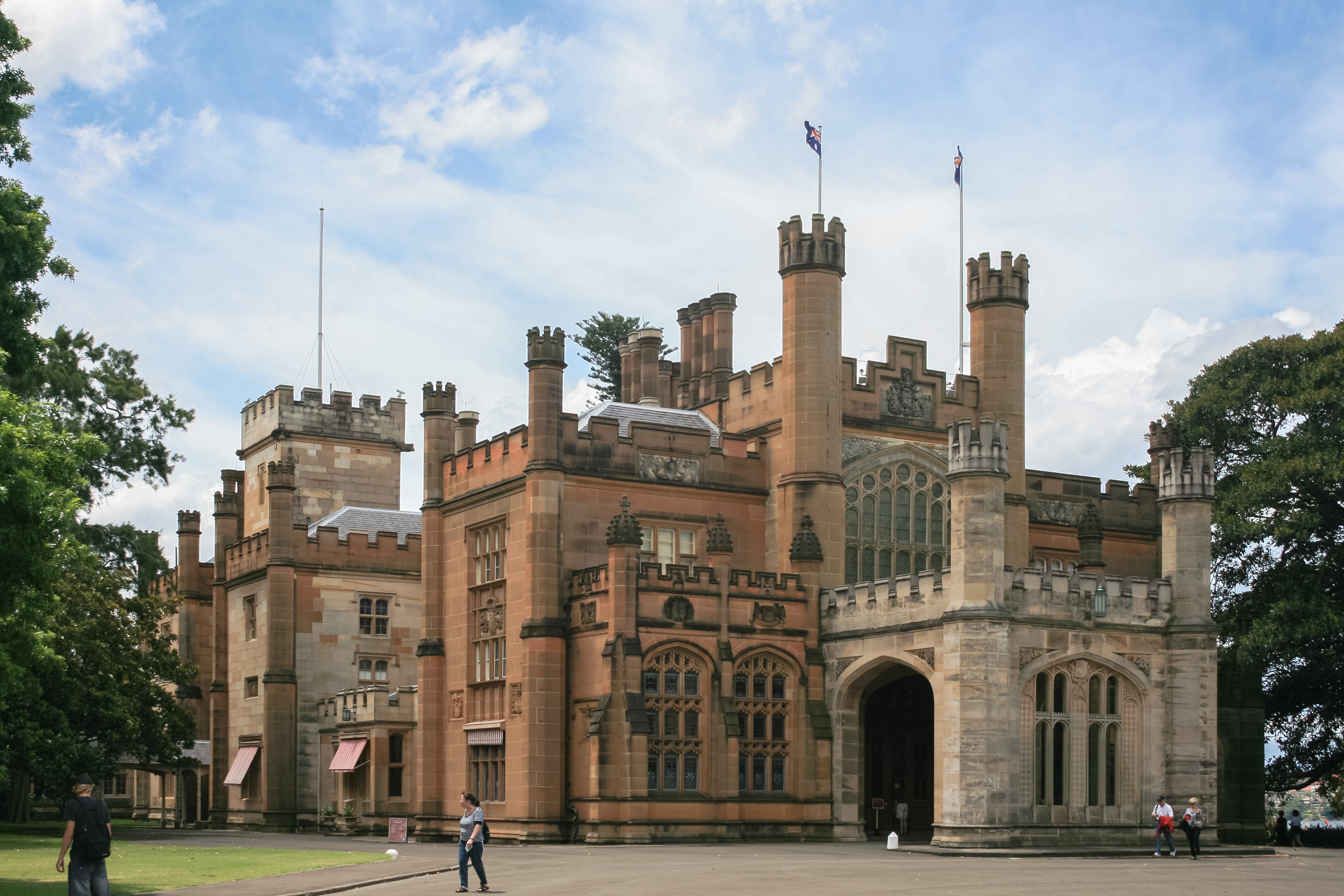
Government House, de style néogothique.

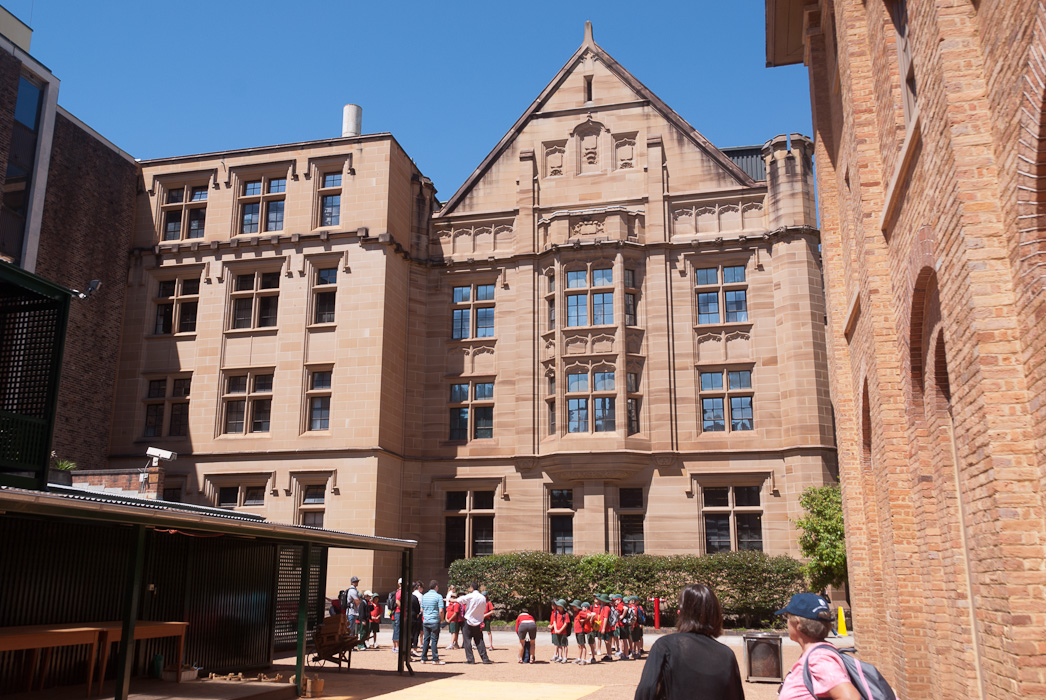
Bâtiment du Department of Lands, dans le style classique.

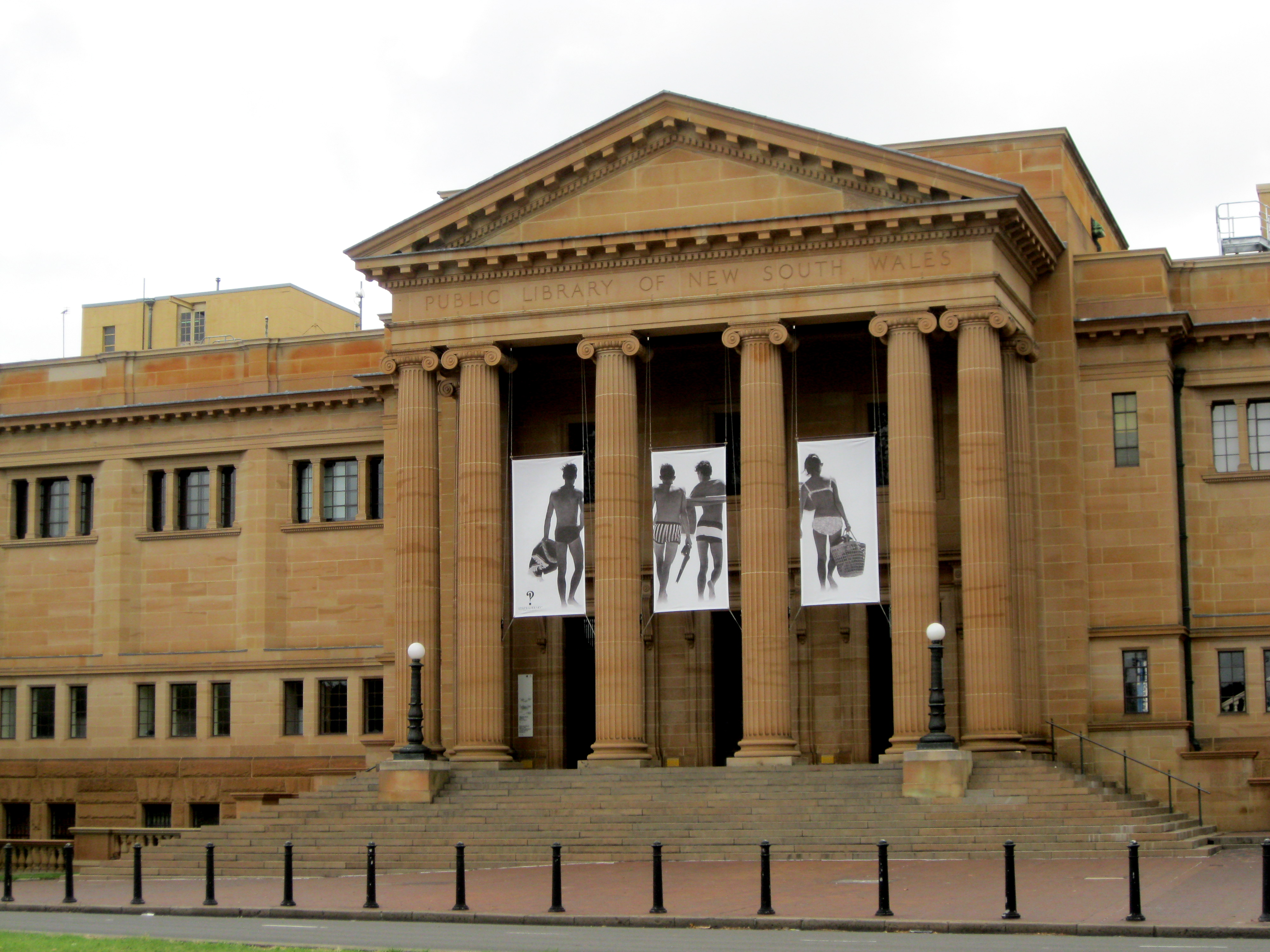
Bibliothèque d'État de la Nouvelle-Galles du Sud, style néoclassique.

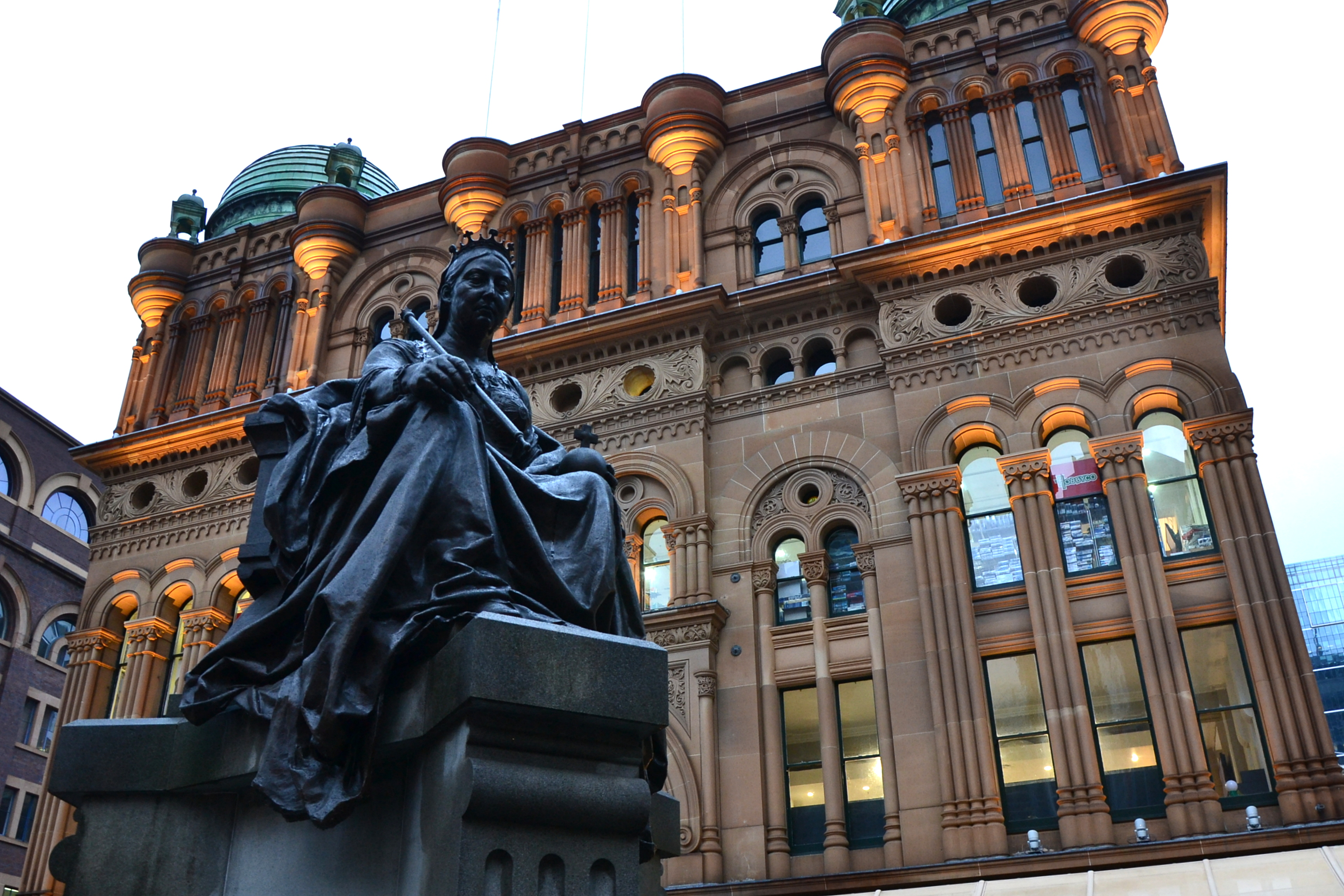
Queen Victoria Building, de style roman.

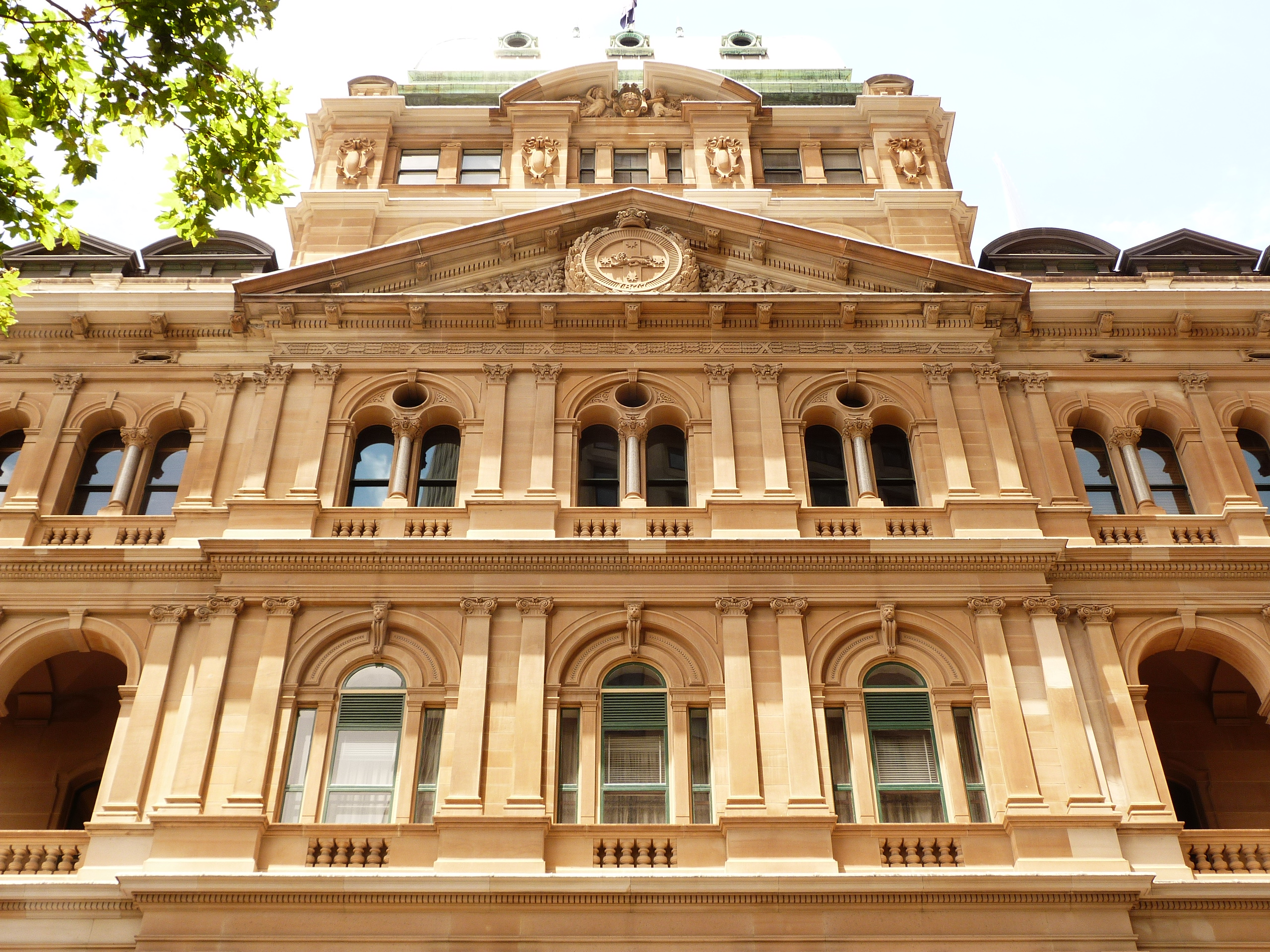
Le Chief Secretary's building, dans le style italianisant.

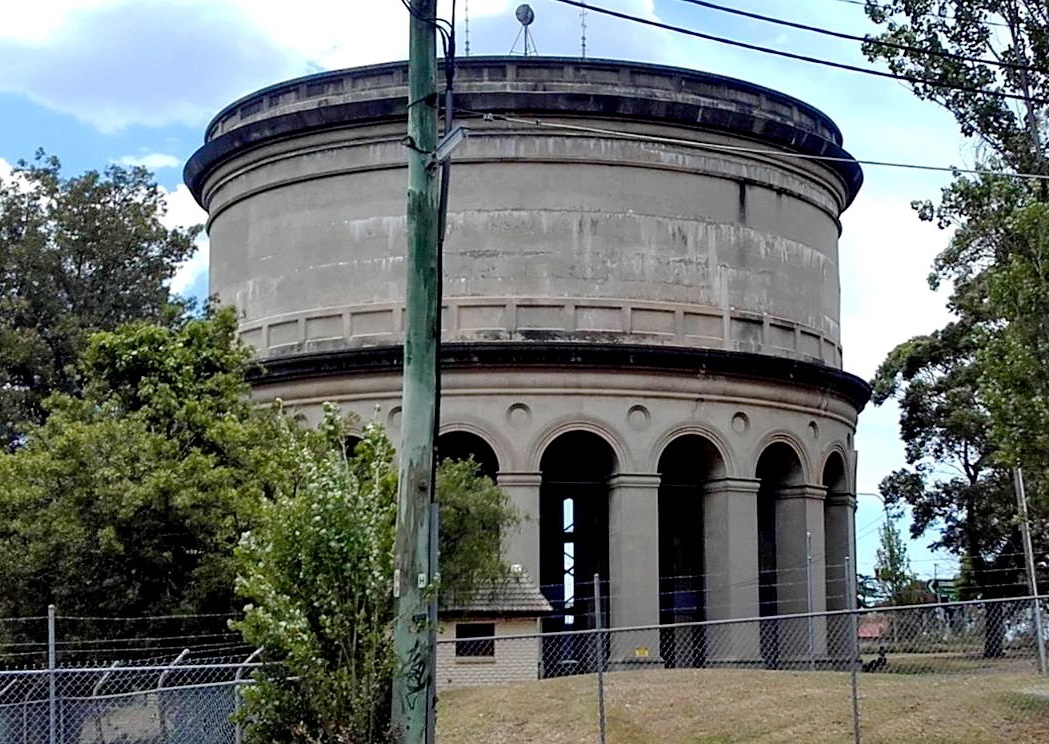
Réservoir de Bankstown, style de la Fédération.

### Renaissance gothique
- Government House, Bennelong Point
- St Philip Church, Clarence Street
- Bishopscourt, Greenoaks Avenue, Darling Point
- The Abbey, Johnston Street, Annandale
- Gladeswood House, 11 Gladeswood Gardens, Double Bay
- St John Church, Darlinghurst Road, Darlinghurst.

### Georgien
- Durham Hall, Albion Street, Surry Hills
- Cleveland House, Bedford Street, Surry Hills
- Waimea, Waimea Avenue, Woollahra
- Maison du juge, 531 rue Kent
- Juniper Hall, Oxford Street et Ormond Street, Paddington

### Néoclassique
- Bureau des douanes, rue Alfred, Circular Quay
- Bureau de poste général, Martin Place
- Galerie d'art de Nouvelle-Galles du Sud, domaine
- Bibliothèque d'État de la Nouvelle-Galles du Sud, rue Macquarie
- Musée australien, College Street
- Palais de justice de Darlinghurst, Taylor Square

### Roman
- Édifice Queen Victoria, rue George
- Église St John, Bishopthorpe, St Johns Road, Glebe
- Maison Société Générale, 348 rue George (à l'origine Equitable Life Assurance Society of America)
- Immeuble Burns Philp and Company, rue Bridge
- Église St Andrew, 56 rue Raglan, Manly
- Aqueduc de Boothtown, chemin Macquarie, Greystanes

### Italianisant
- Tribunal central de police, Liverpool Street
- Ancien club de la Nouvelle-Galles du Sud, 31 Bligh Street
- Immeuble du secrétaire en chef, rue Bridge
- Holyrood (façade), Santa Sabina College, The Boulevarde, Strathfield
- Rockwall, rue Macleay, Potts Point
- Stead House, Leicester Street, Marrickville

### Fédération / Edwardien
- Caserne de pompiers de Pyrmont, rue Gipps et chemin Pyrmont Bridge, Pyrmont
- YMCA, 325, rue Pitt
- Ancienne banque ANZ, 52 Oxford Street, Darlinghurst
- Ancien hôtel, 2-4 Riley Street, Woolloomooloo
- Bâtiment de l'hôtel, 225, rue George
- Immeuble commercial, 161 rue Sussex
- Bureau de poste, rue King et chemin Erskineville, Newtown
- Immeuble commercial, 469 Oxford Street, Paddington
- Réservoir de Bankstown, 300 Hume Highway, Bankstown

### Second Empire
- Hôtel de ville de Sydney, George Street
- Downing Centre (ancien bâtiment Mark Foy), Liverpool Street

### Queen Anne
- Westmaling, Penshurst Avenue, Penshurst
- Caerleon, Bellevue Hill
- Maisons, Appian Way, Burwood

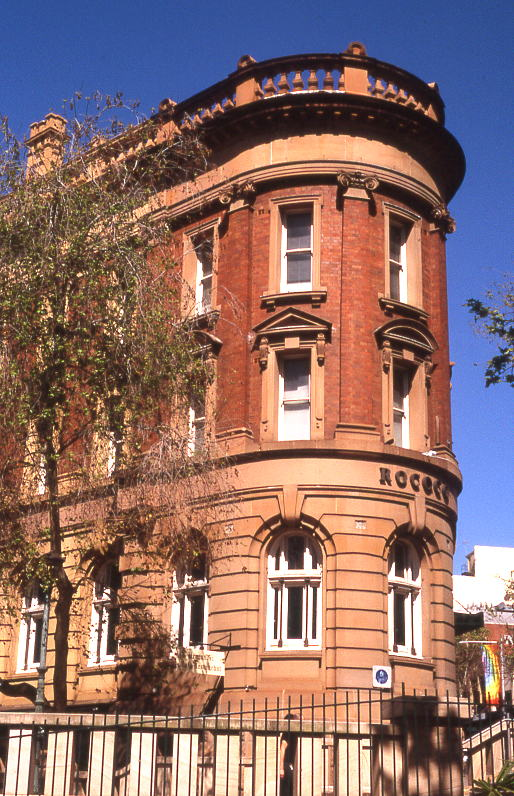
Ancien bâtiment de la banque ANZ, Oxford Street
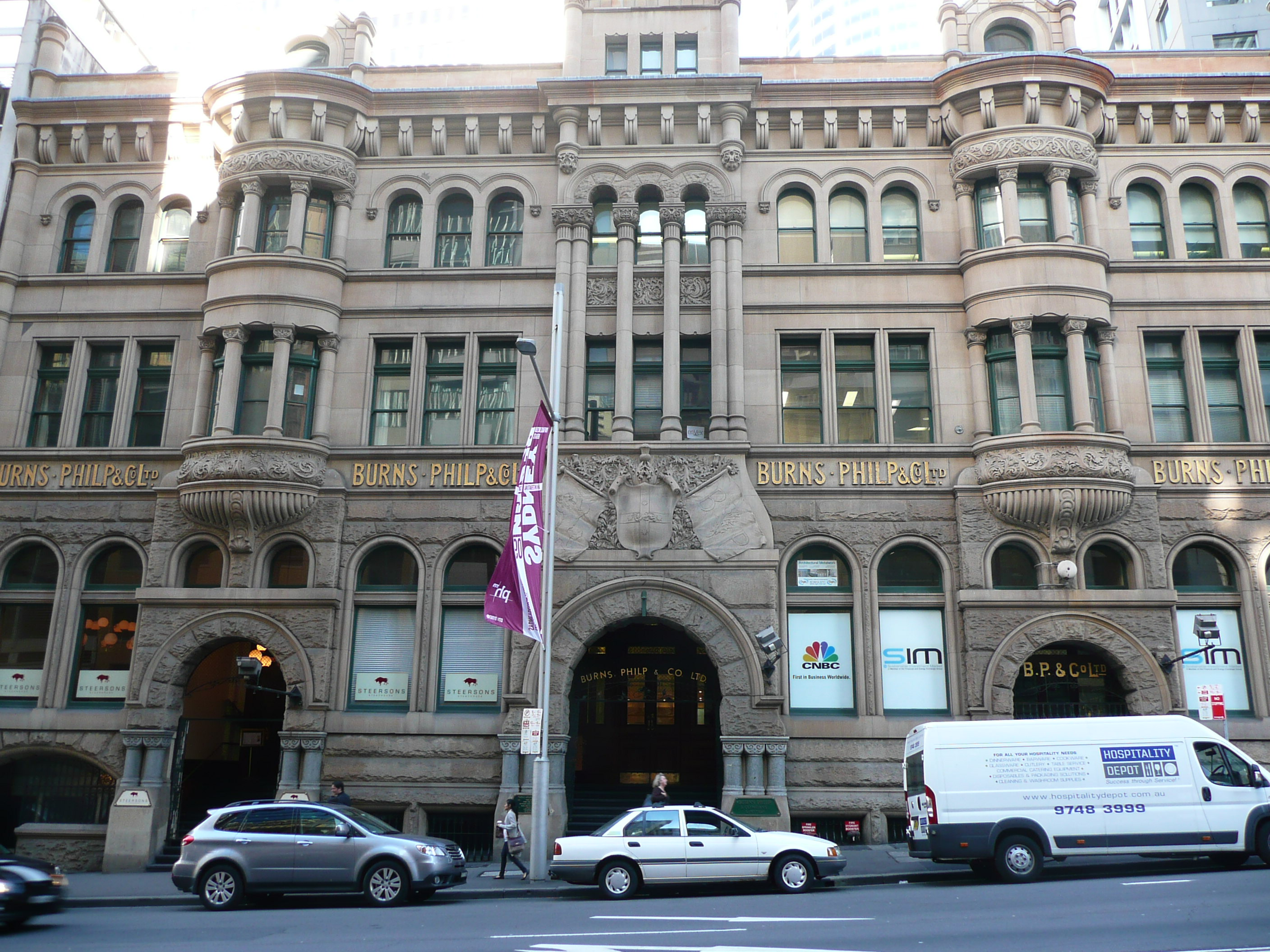
Burns Philp Building, 1901
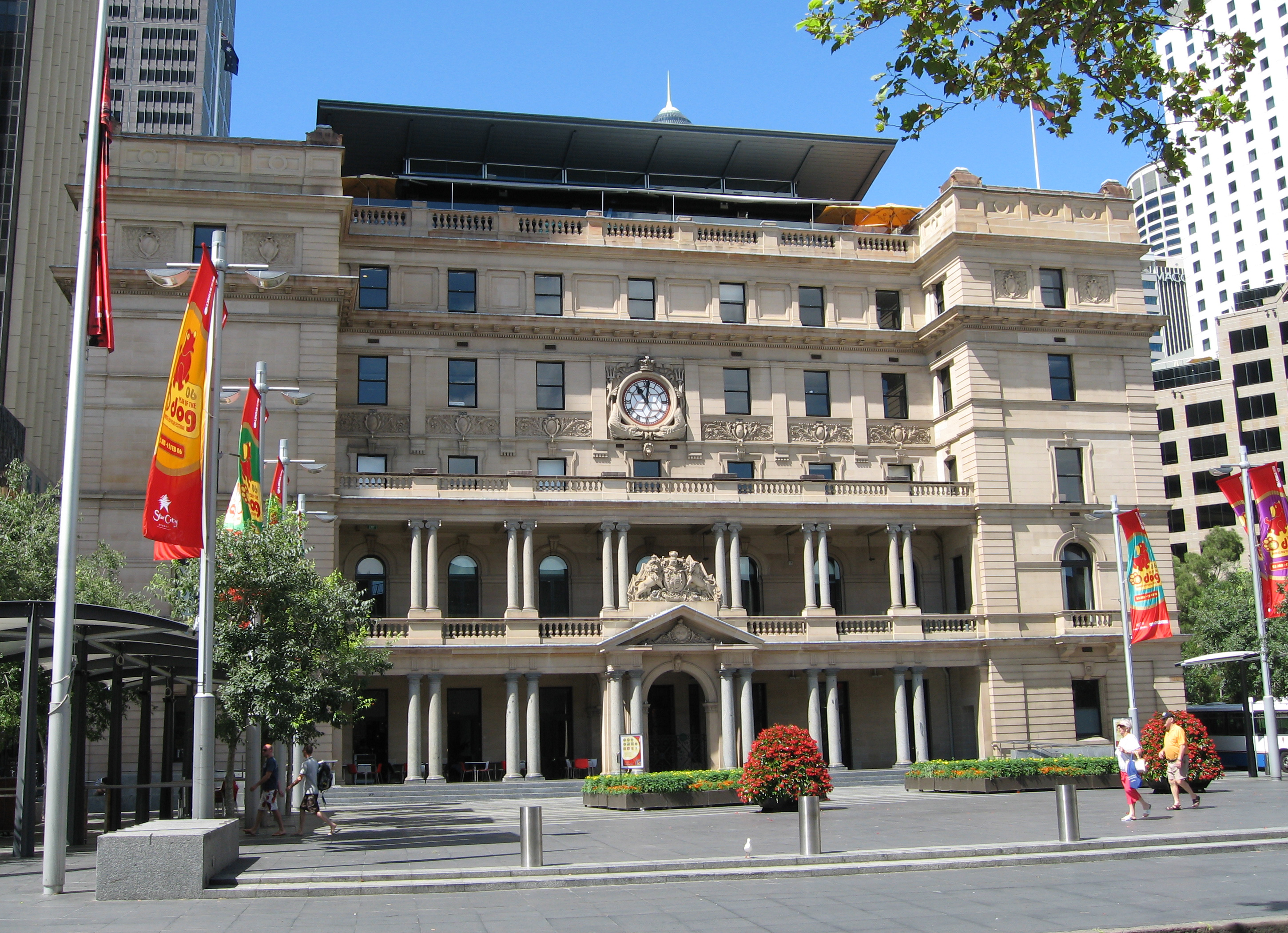
Customs House, Sydney, Circular Quay
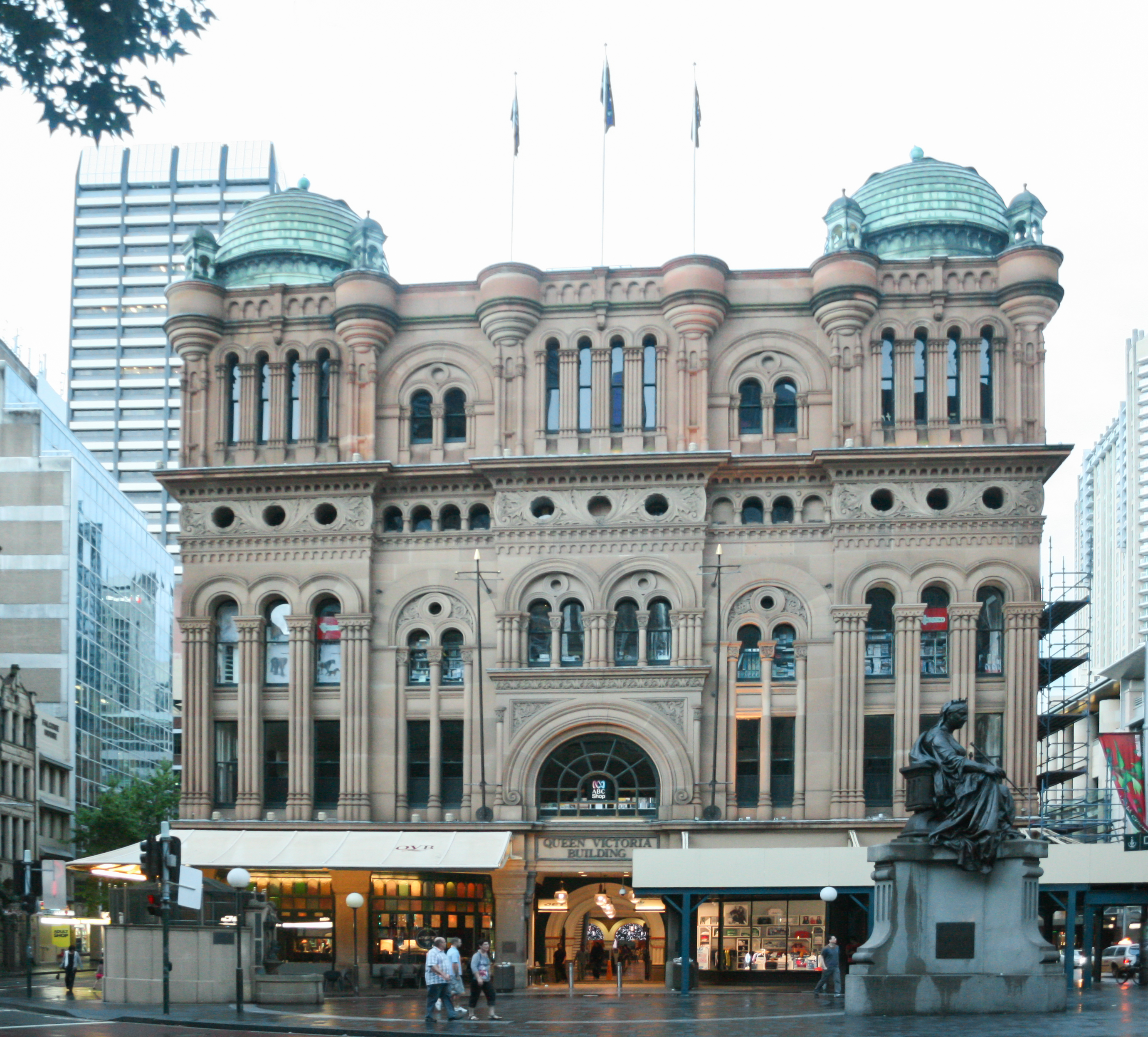
Queen Victoria Building
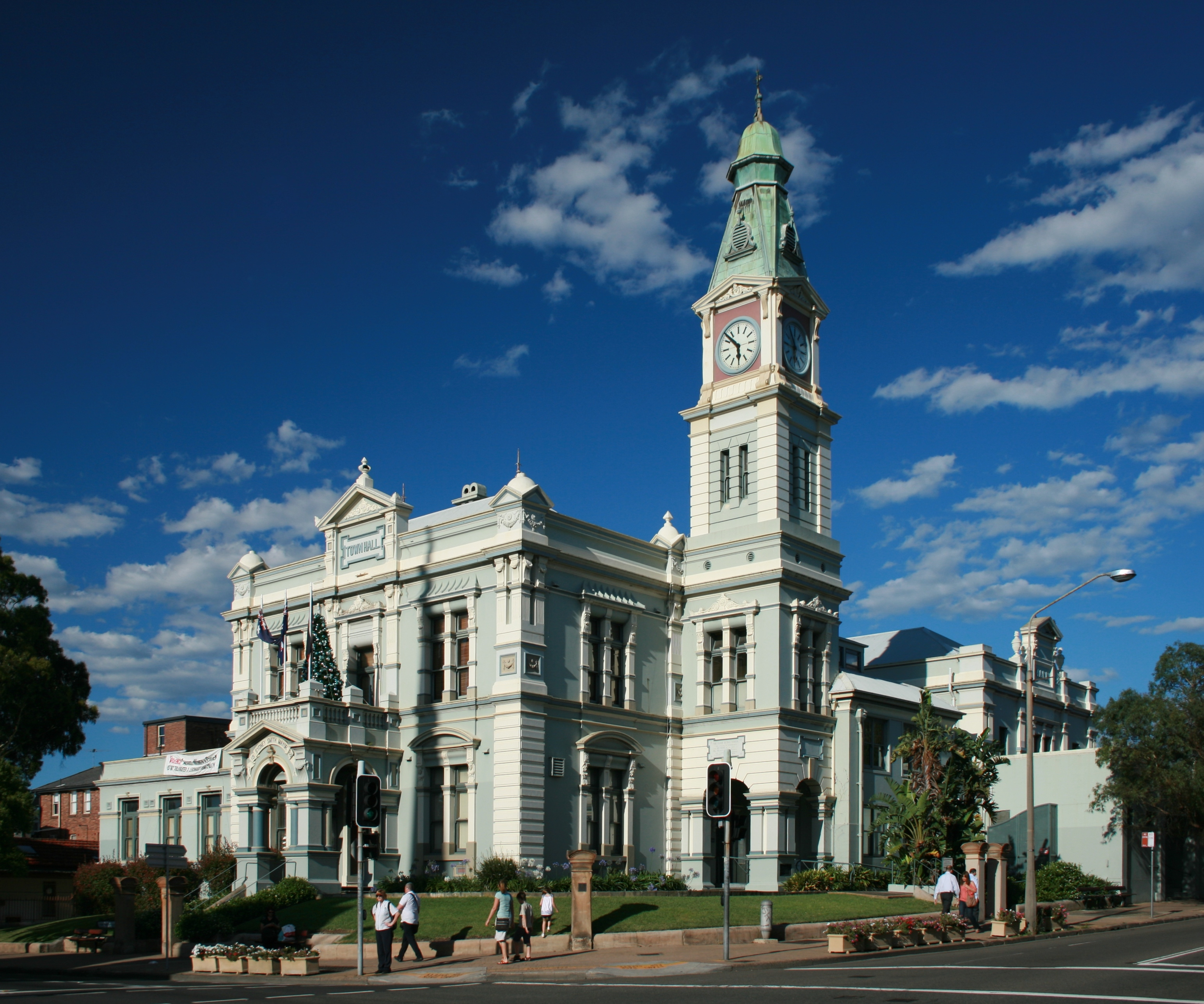
Leichhardt Town Hall
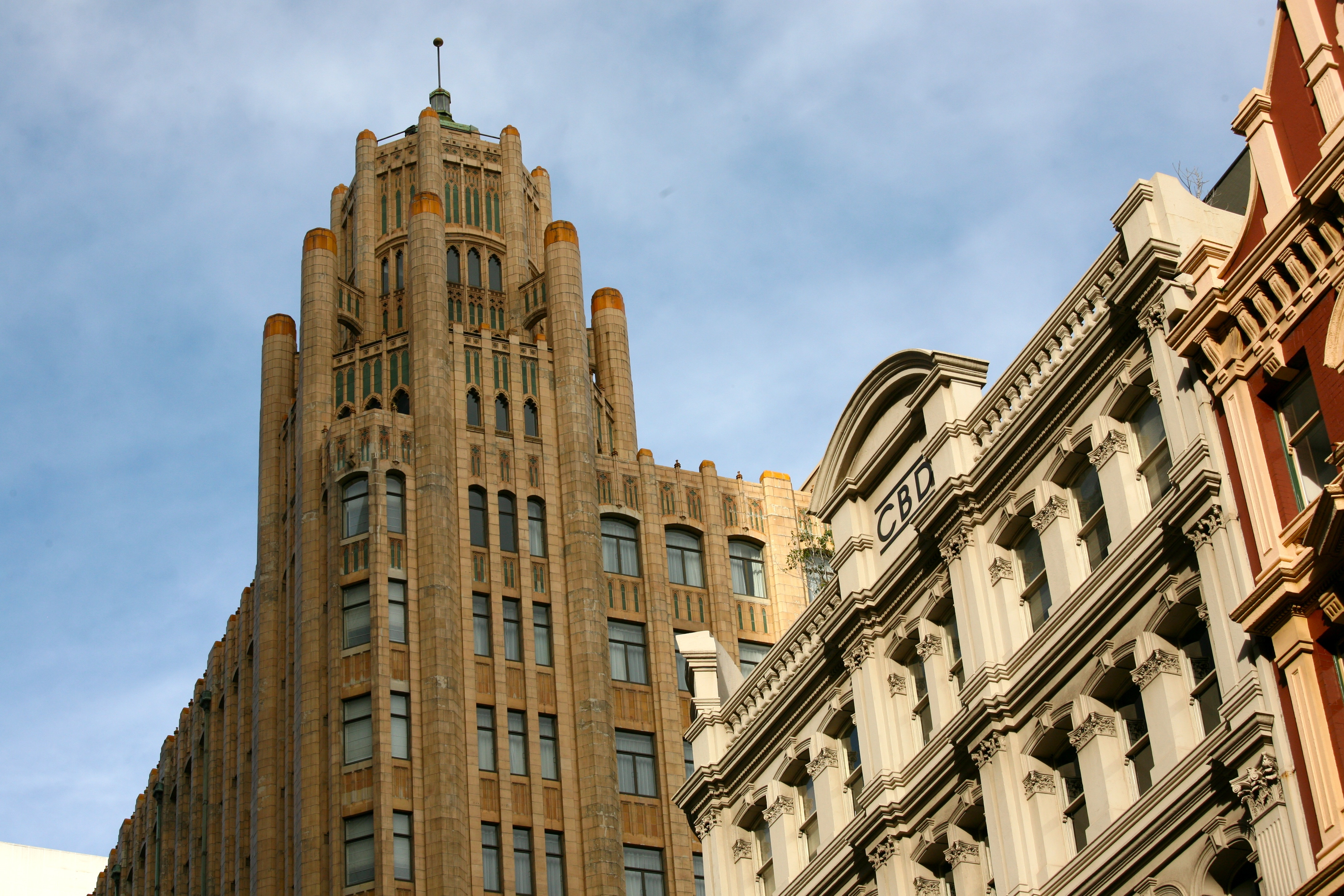
Grace Building, Sydney
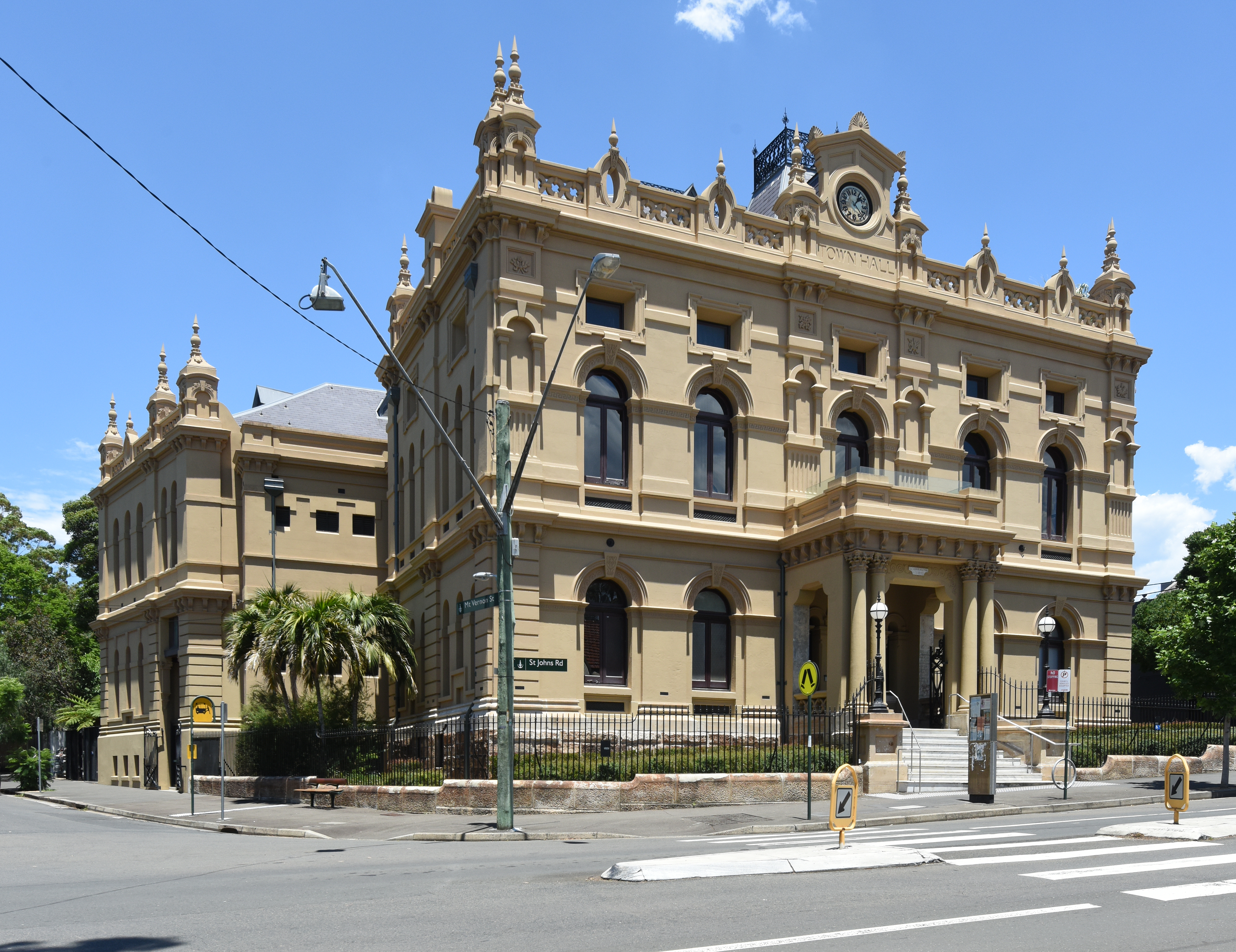
Glebe Town Hall
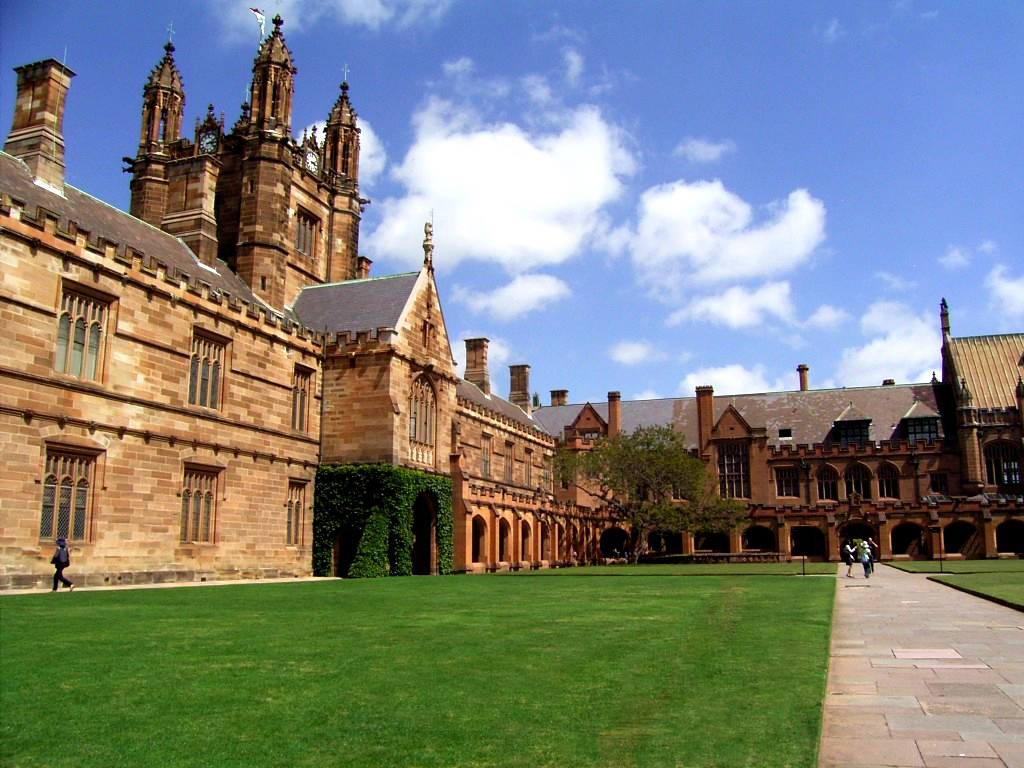
Université de Sydney
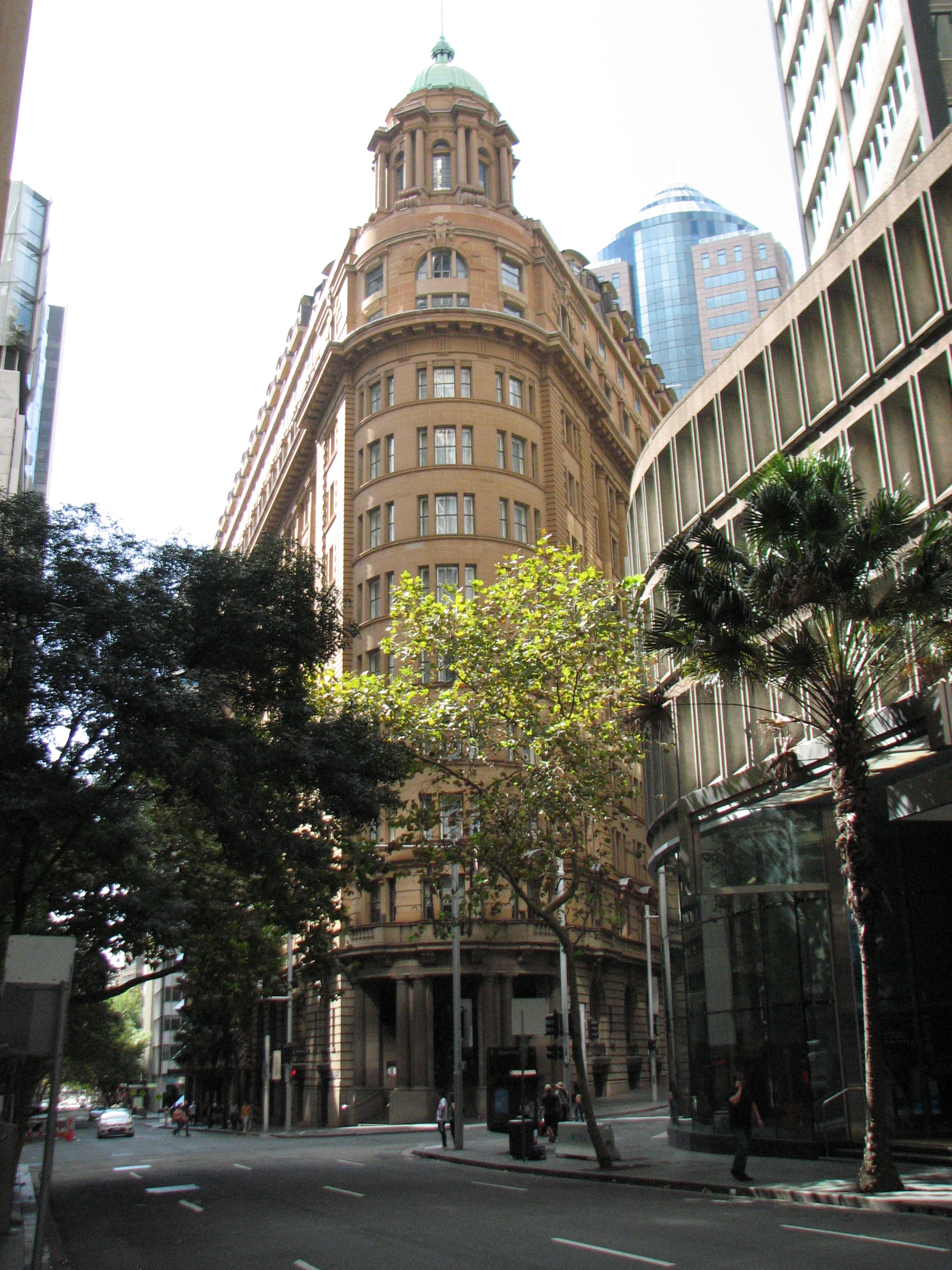
Wales House, Sydney
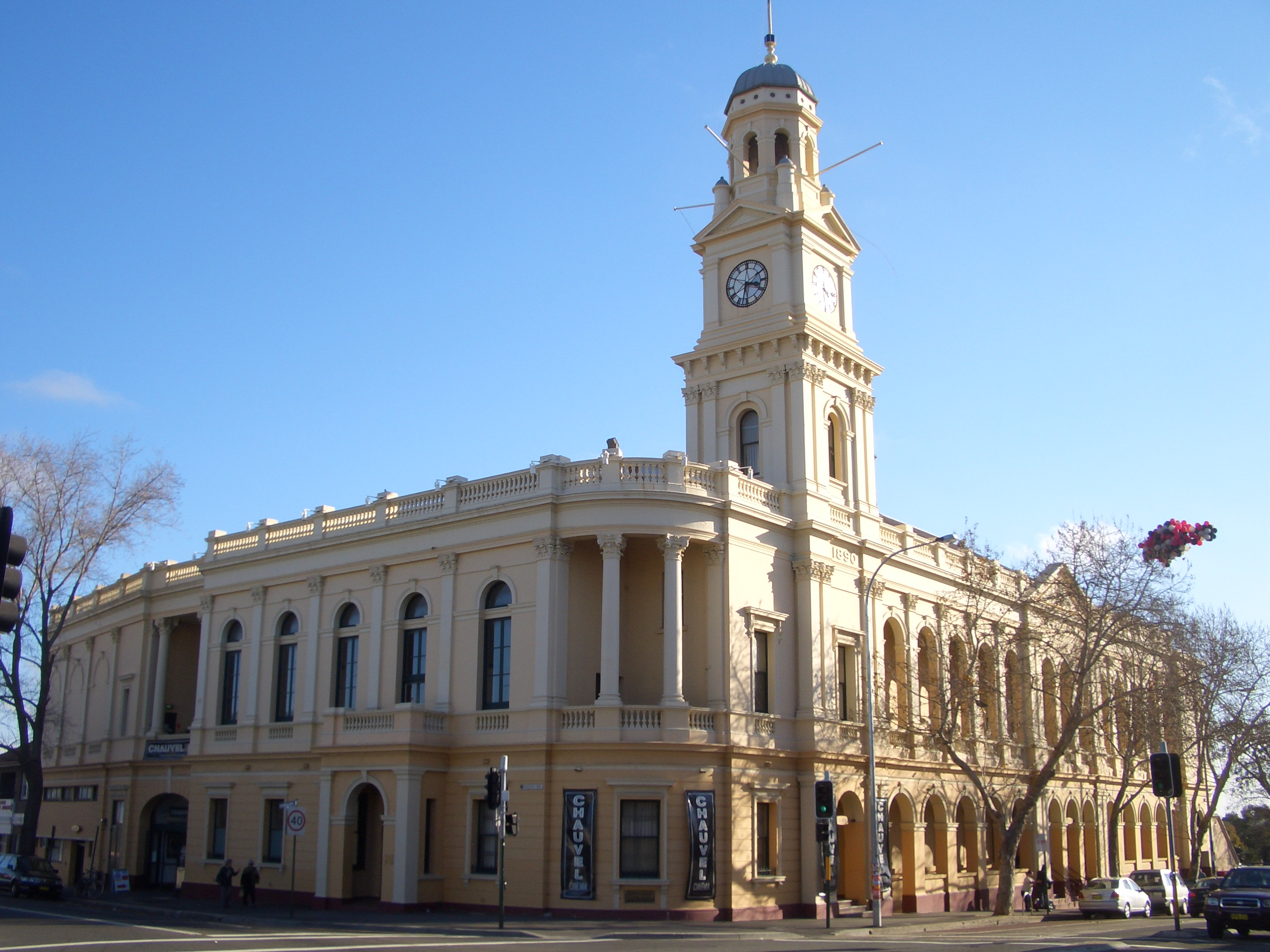
Paddington Town Hall

## Gratte-ciels

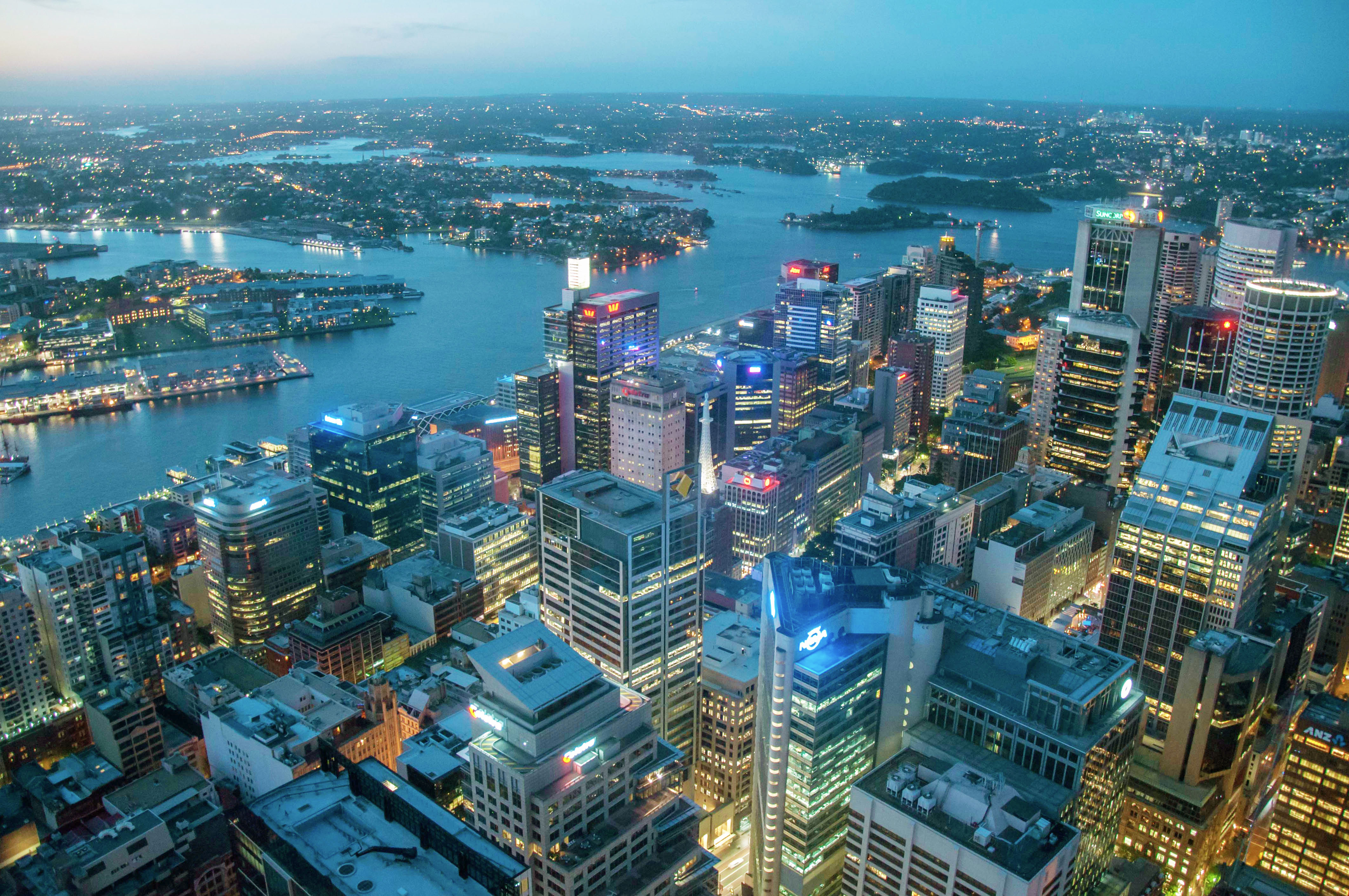
La partie nord-ouest du CBD vue de la tour de Sydney.

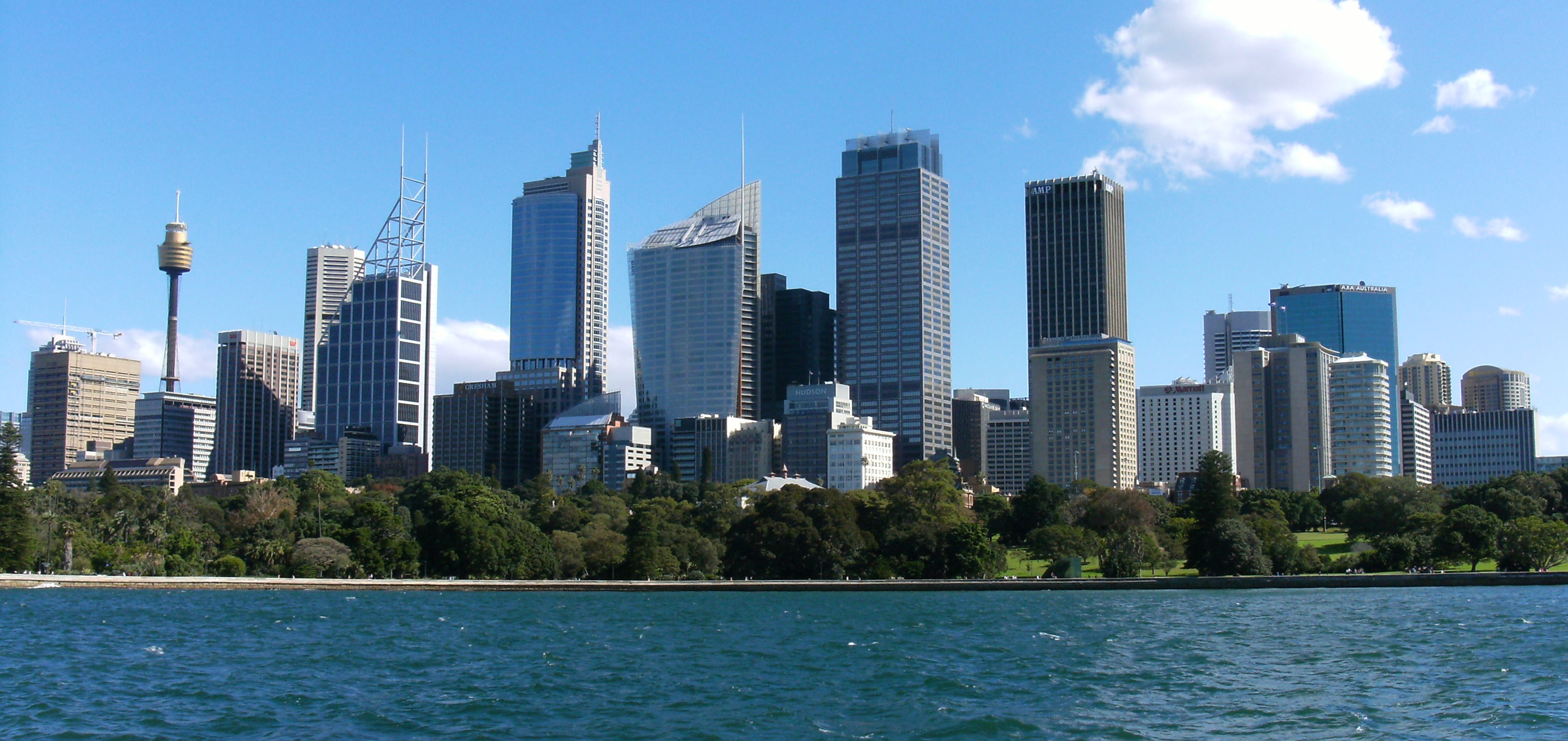
Vue de plusieurs des plus hauts gratte-ciel de Sydney depuis l'est.

Avec 146 gratte-ciels de plus de 90 mètres, Sydney possède la plus grande ligne d'horizon d'Australie. Les restrictions de hauteur sont levées dans les années 1950 et le AMP Building à Circular Quay est devenu le plus haut bâtiment d'Australie plusieurs années plus tard. Entre la fin des années 1980 et le milieu des années 1990, Sydney voit un boom de construction des gratte-ciels, mais les restrictions de hauteur ont limité les futurs bâtiments à la hauteur de 235 mètres, en partie en raison de la proximité de l'aéroport de Sydney. La plus grande structure est la Sydney Tower à 309 mètres. D'autres bâtiments de ce type sont le MLC Center et la World Tower, avec respectivement 228 et 230 m, ainsi que le Citigroup Center à 243 mètres, achevé en 2000.

### Bâtiments les plus hauts
- Sydney Tower, 309 m.
- Centre Citigroup, 243 m.
- Chifley Tower, 241 m.
- Deutsche Bank Place, 240 m.
- Meriton World Gower, 230 m.
- MLC Centre, 228 m.
- Governor Phillip Tower, 227 m.
- Ernst and Young Tower, 222 m.
- RBS Tower, 219 m.
- ANZ Tower, 195 m[17].

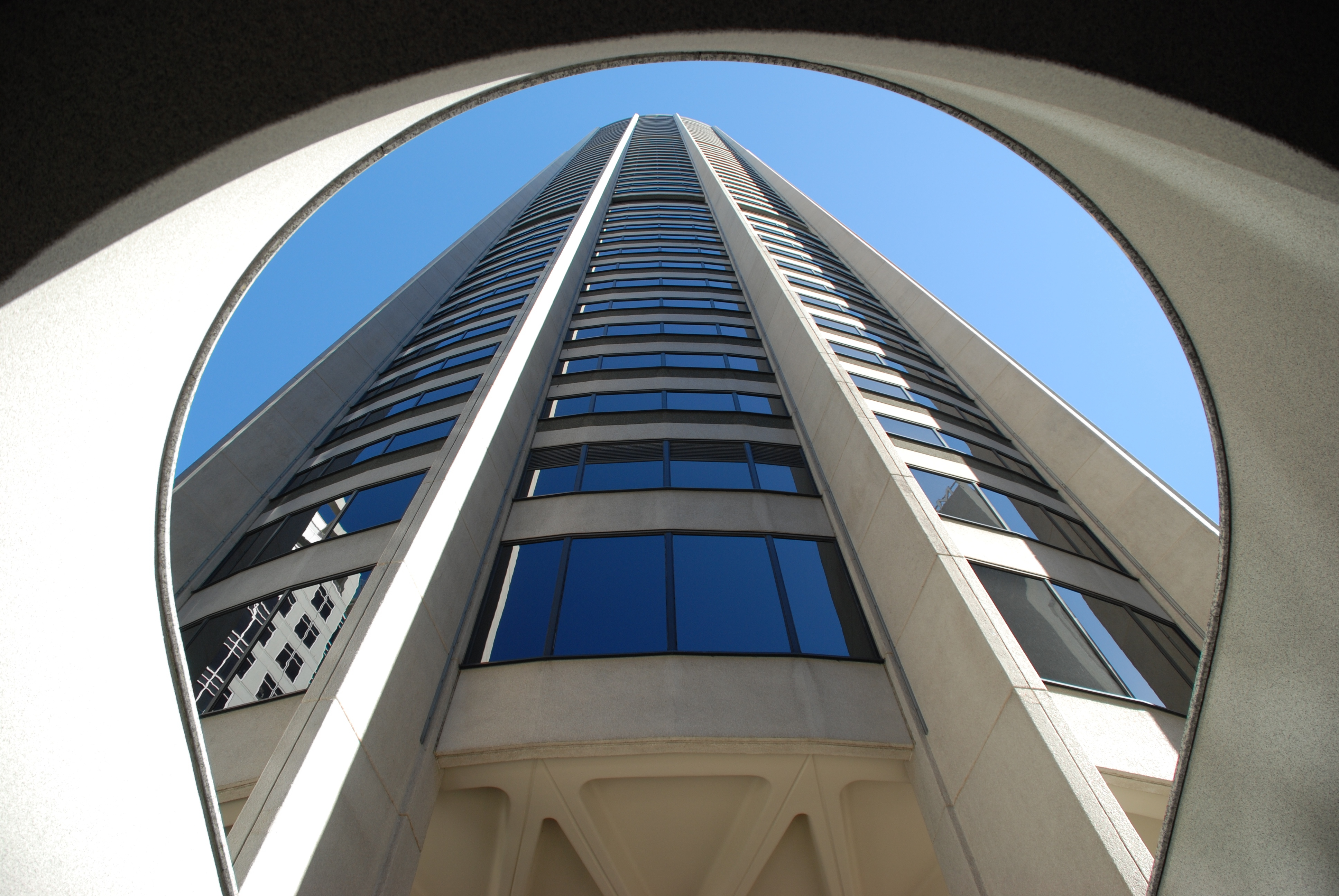
Australia Square
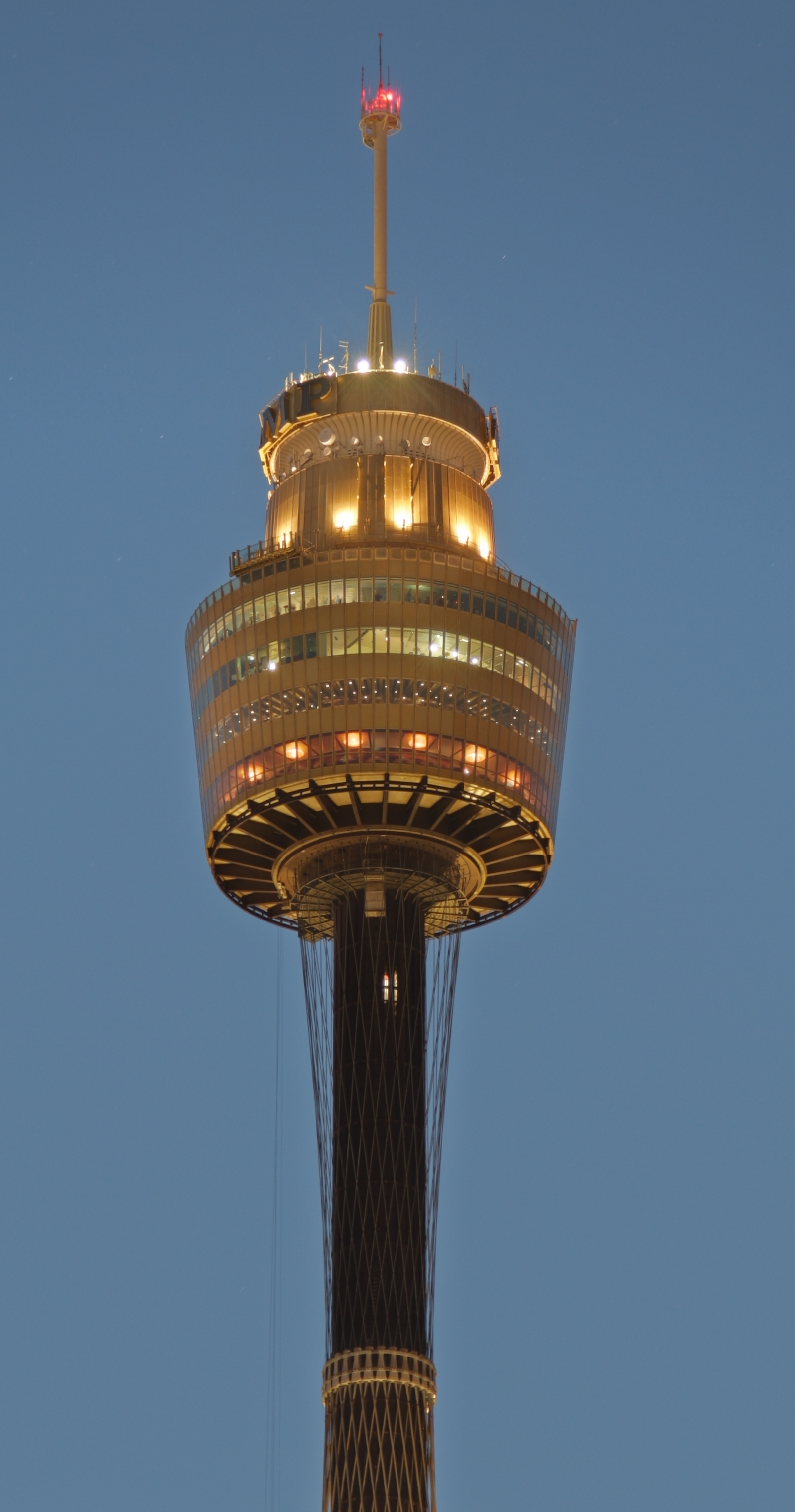
Sydney Tower
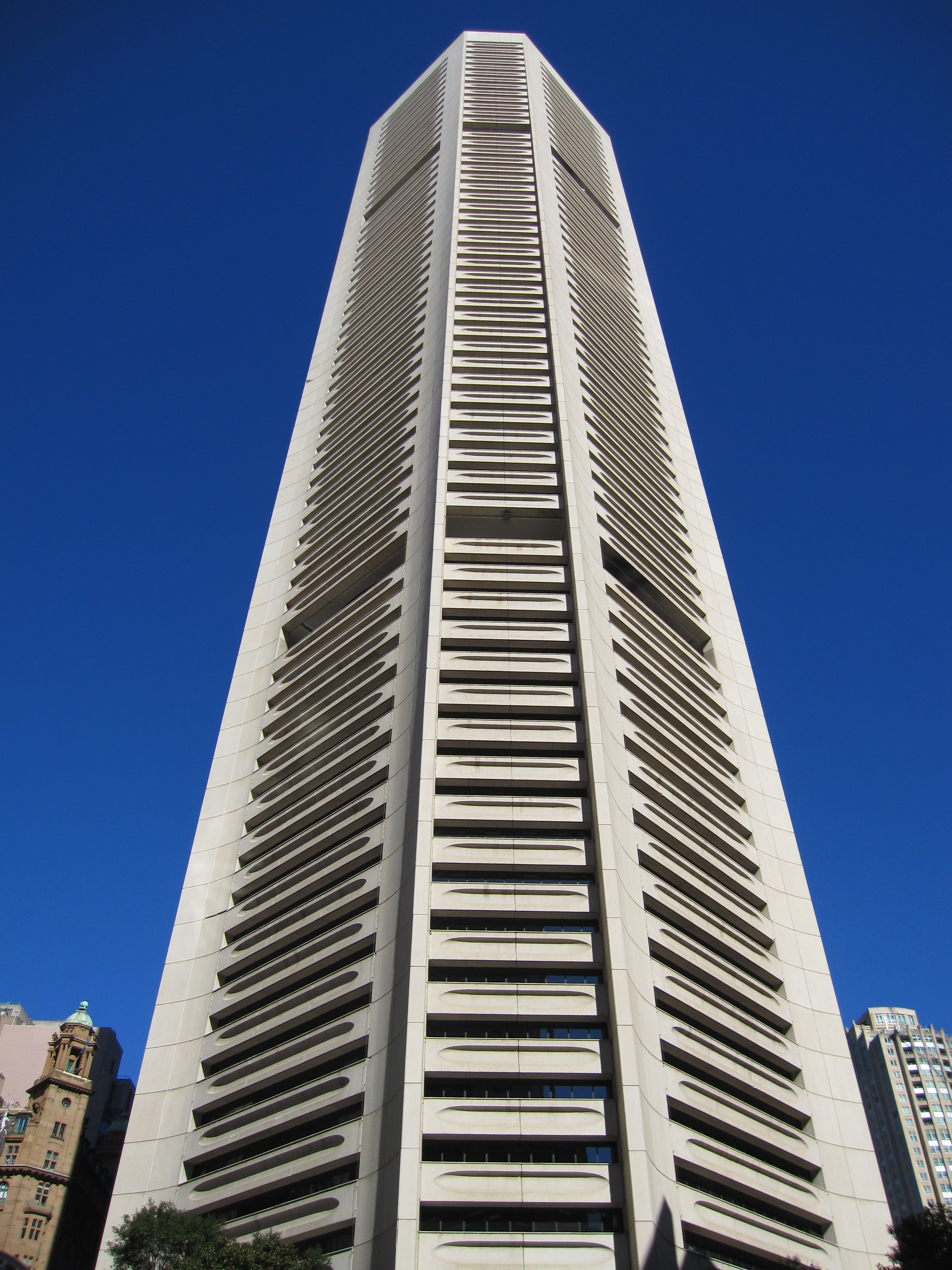
MLC Centre
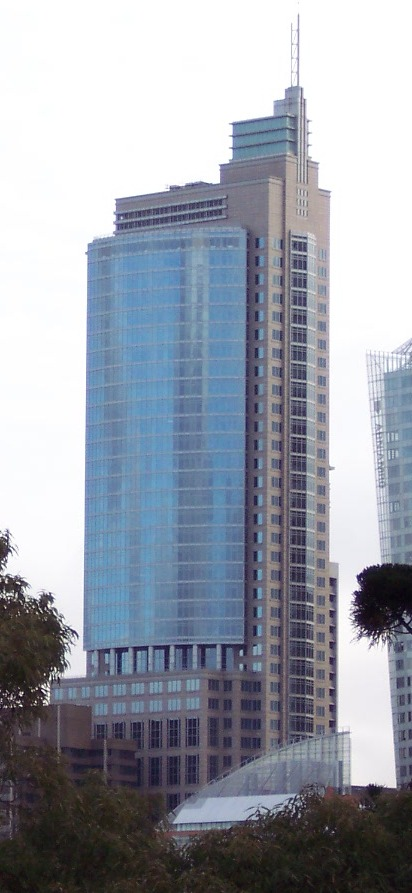
Chifley Tower
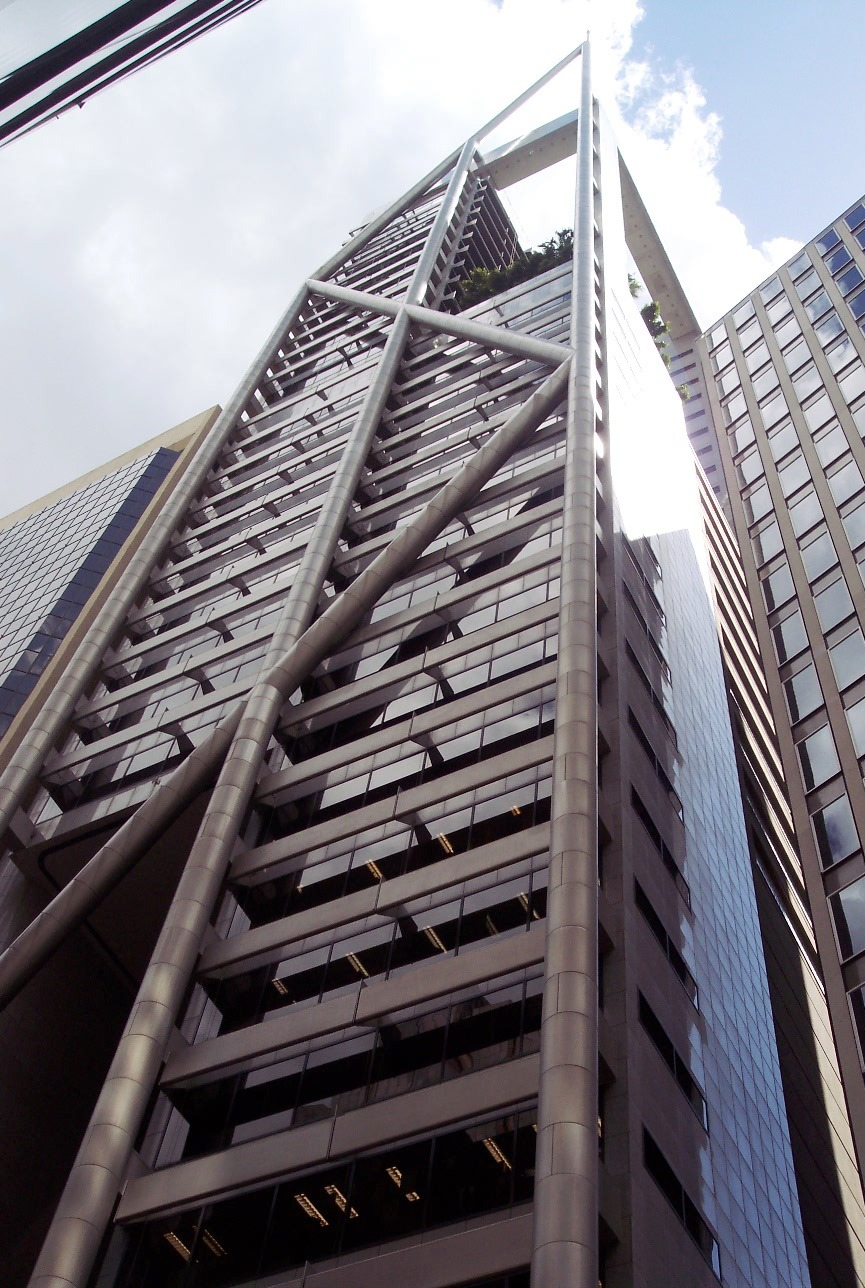
Capita Centre

## Ponts
Sydney compte 23 ponts notables. Il n'y a pas de ponts suspendus importants. Au lieu de cela, il existe un mélange de ponts à poutres, à treillis et de ponts câbles plus modestes. Le pont le plus emblématique de la ville, le Sydney Harbour Bridge, relie la côte nord au quartier central des affaires de Port Jackson. Le design a été influencé par le Hell Gate Bridge de New York. Il s'agit du sixième pont à arcade le plus long du monde et du pont en arc en acier le plus haut, mesurant 134 m de son sommet au niveau de l'eau. L'ANZAC Bridge est un pont à haubans à 8 voies enjambant la baie Johnstons entre Pyrmont et l'île Glebe. 

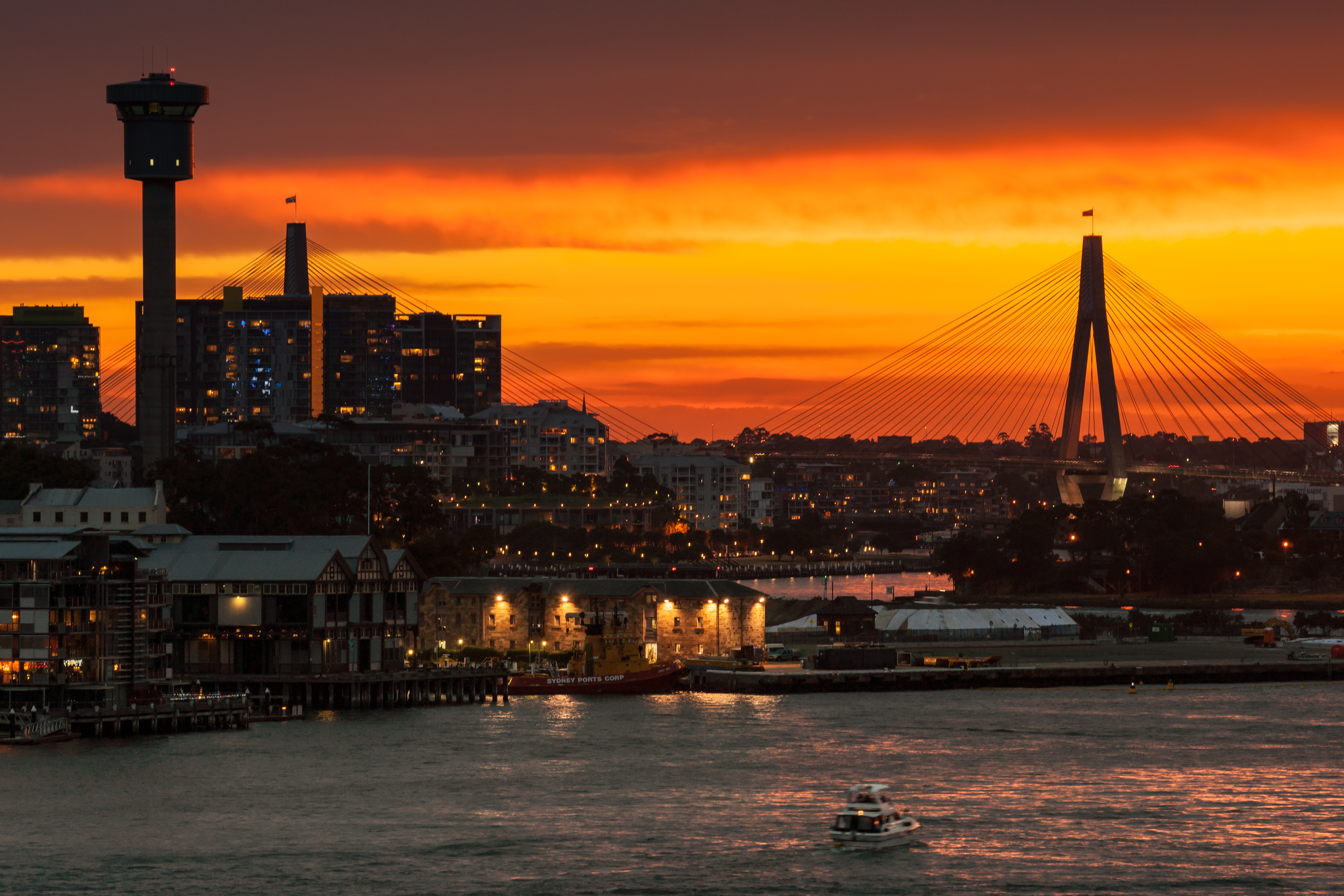
ANZAC Bridge depuis Rozelle.
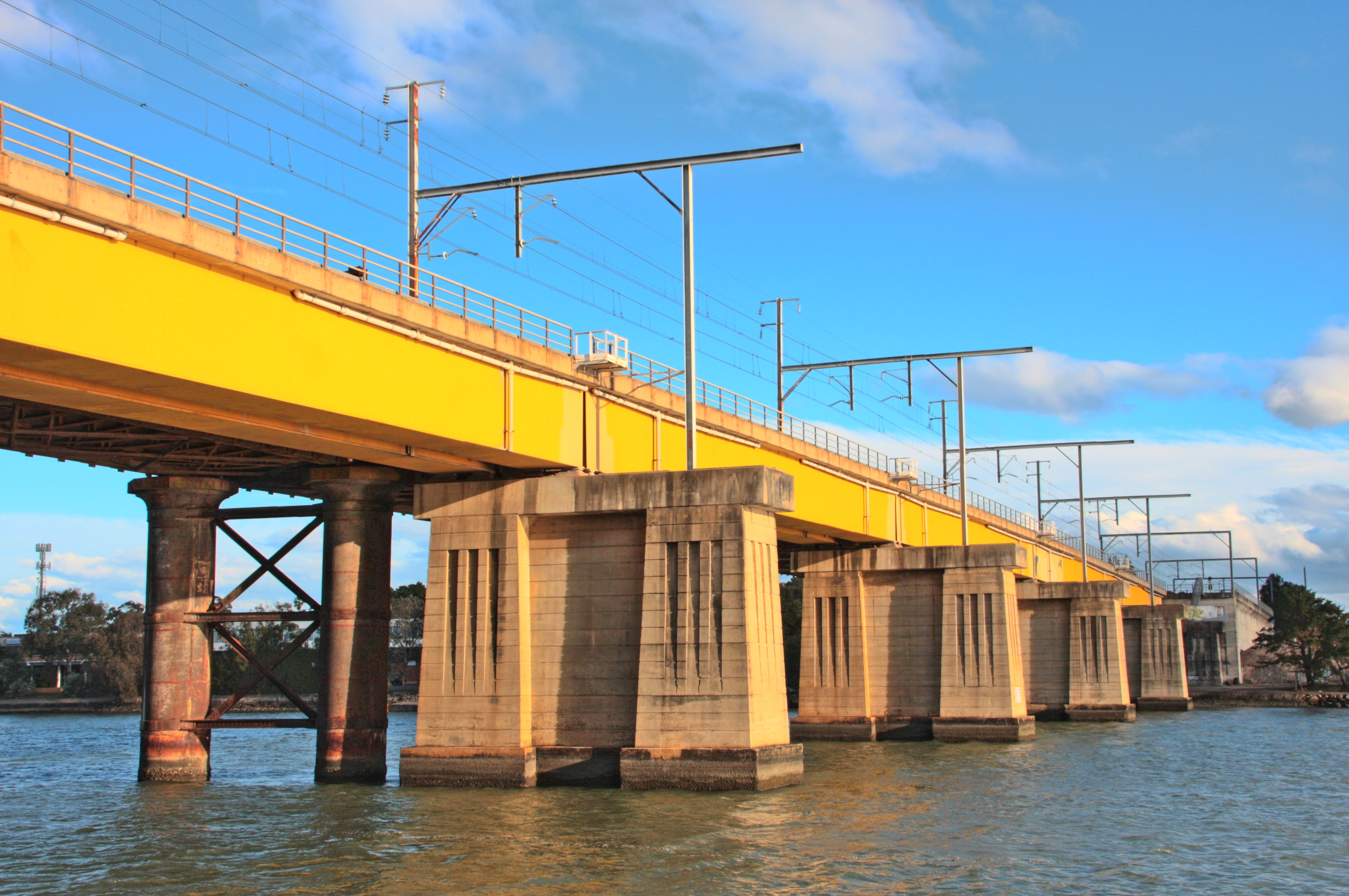
John Whitton Bridge.
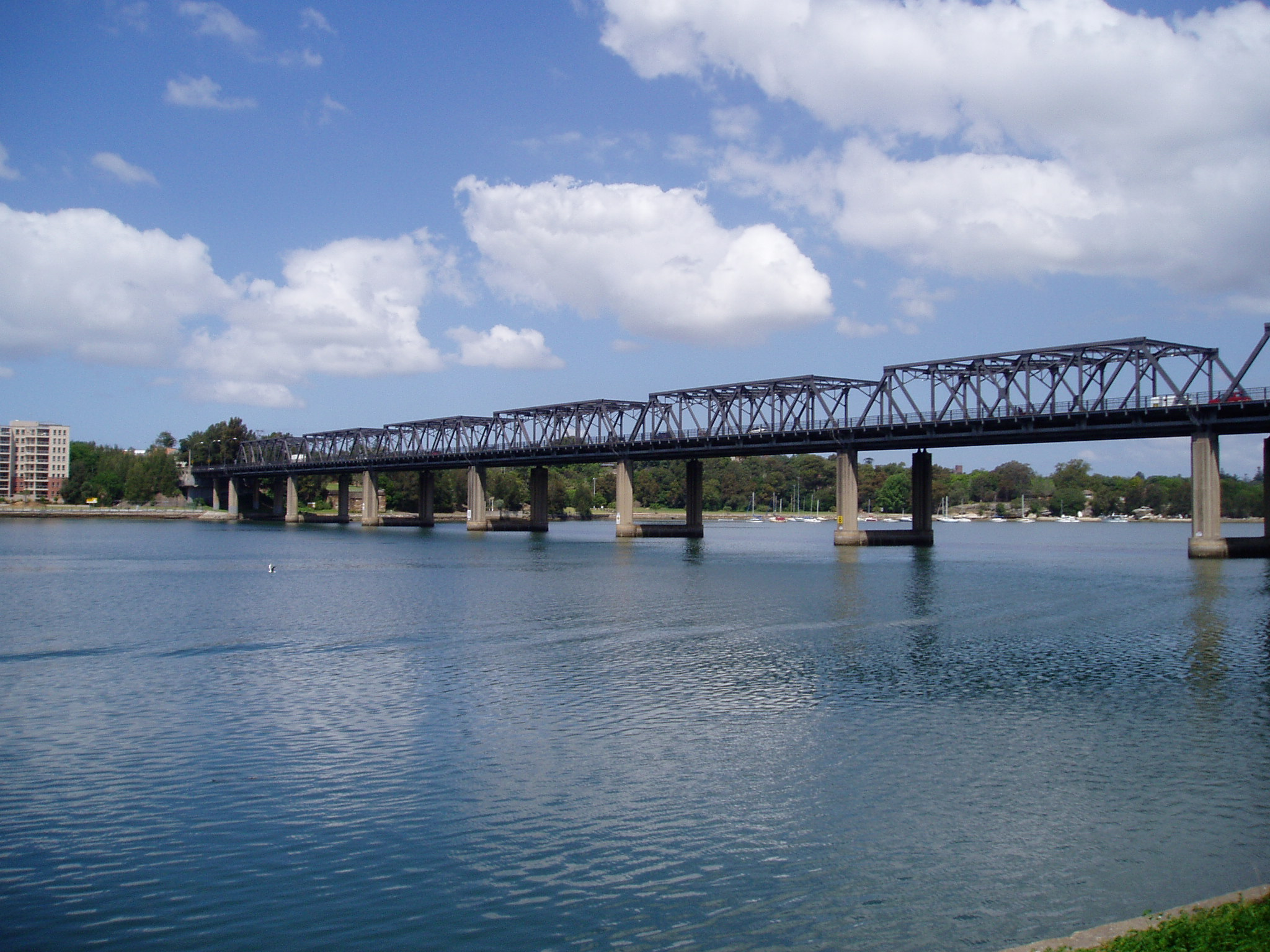
Une vue complète de l'Iron Cove Bridge, qui traverse la baie Iron Cove sur la rivière Parramatta.
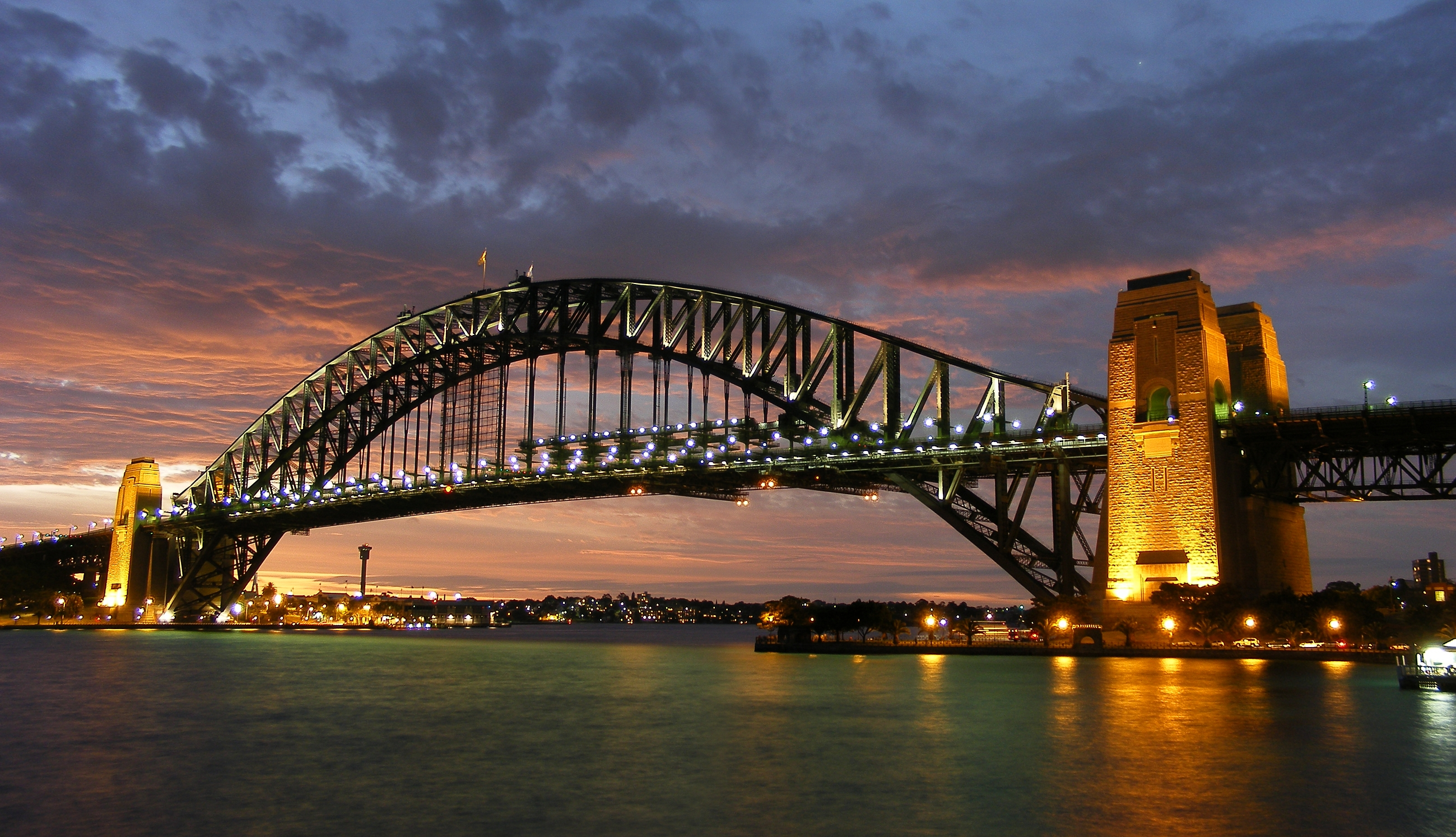
Le Sydney Harbour Bridge, l'un des plus grands ponts en arc en acier au monde, enjambe Port Jackson, le plus grand port naturel du monde.
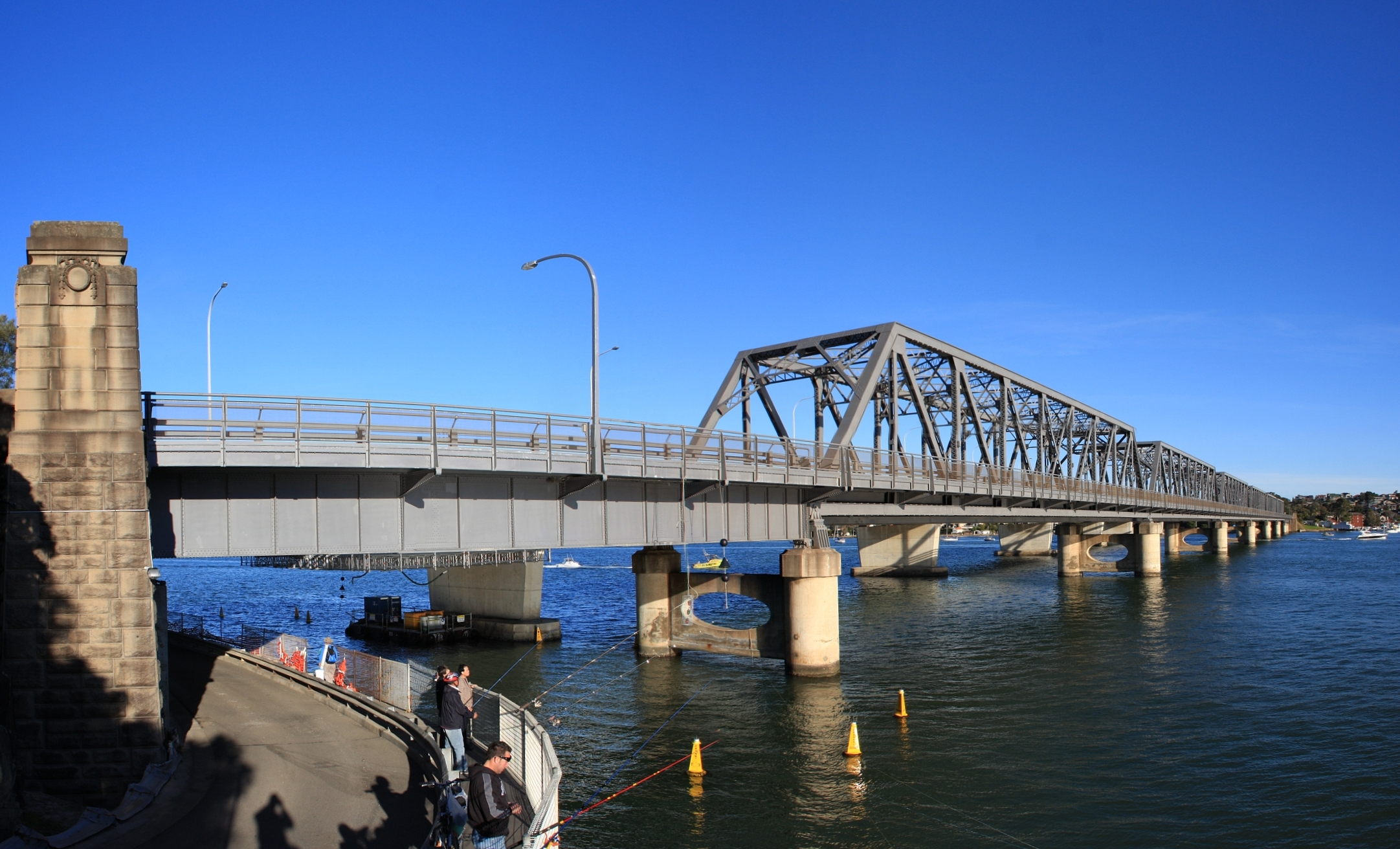
Tom Uglys Bridge, traversant la rivière Georges.
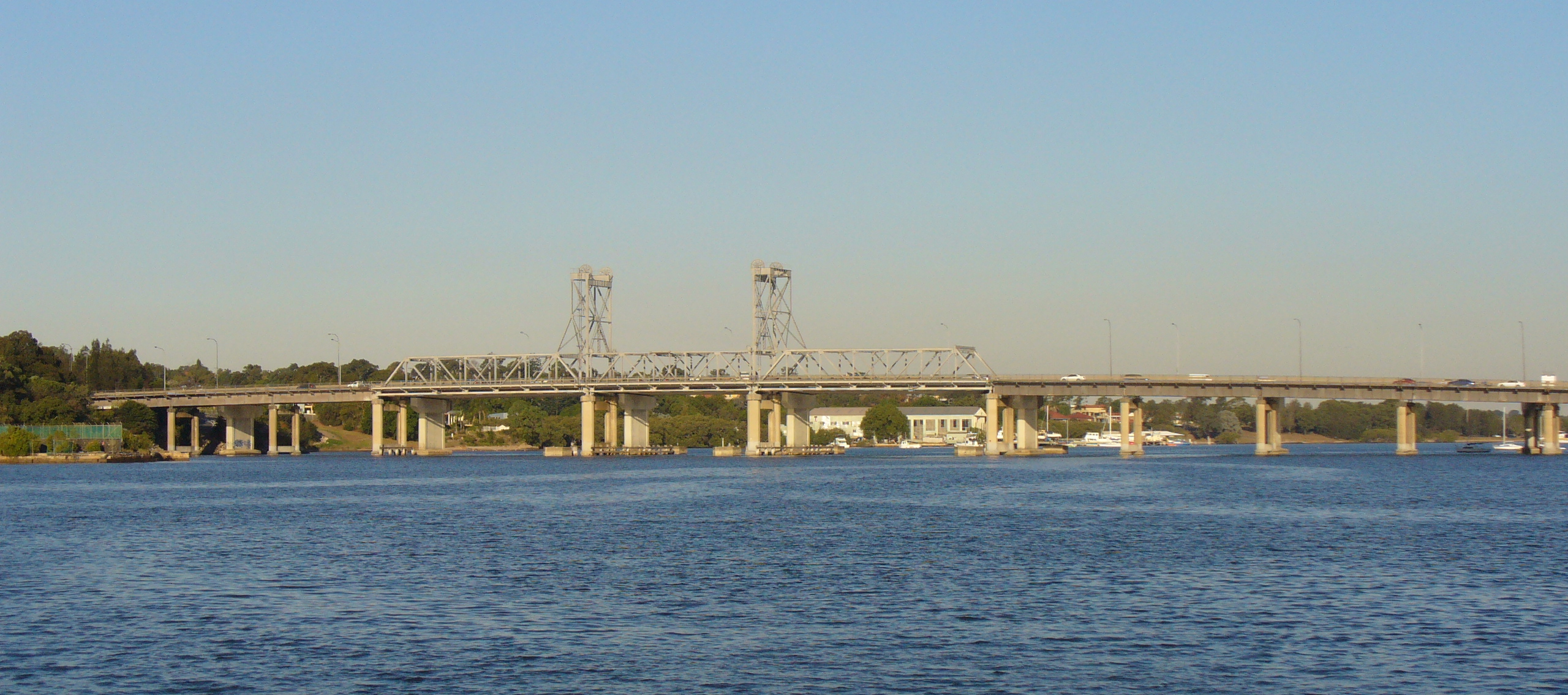
Ryde Bridge de Meadowbank.

## Architecture résidentielle
Sur les plus de soixante styles architecturaux résidentiels australiens qui se sont développés à Sydney au fil des ans, plus de la moitié sont utilisés dans l'architecture résidentielle. Les principaux styles résidentiels comprennent : 

### Ancienne période coloniale
- Georgien
- Régence
- Grec

### Période victorienne
- Free Classical
- Filigrane (avec balcons en fer forgé)
- Italianisant
- Gothique
- Queenslander
- Tudor

### Période de la Fédération
- Free Classical
- Filigrane (avec boiseries au lieu de fer forgé)
- Federation Queen Anne (le style résidentiel dominant entre 1890 et 1910)[19]
- Bungalow (avec véranda proéminente)
- Arts ans Crafts (y compris le style Shingle)

### Entre-deux-guerres
- Renaissance georgienne
- Free Classical
- Méditerranéen
- Mission espagnole
- Gothique
- Vieux anglais
- California Bungalow

### Après-guerre
- International
- Colonial américain

### Fin duXXesiècle
- Organique
- Sydney régional
- Tropical
- Late Modern
- Nostalgique australien
- Immigrant nostalgique

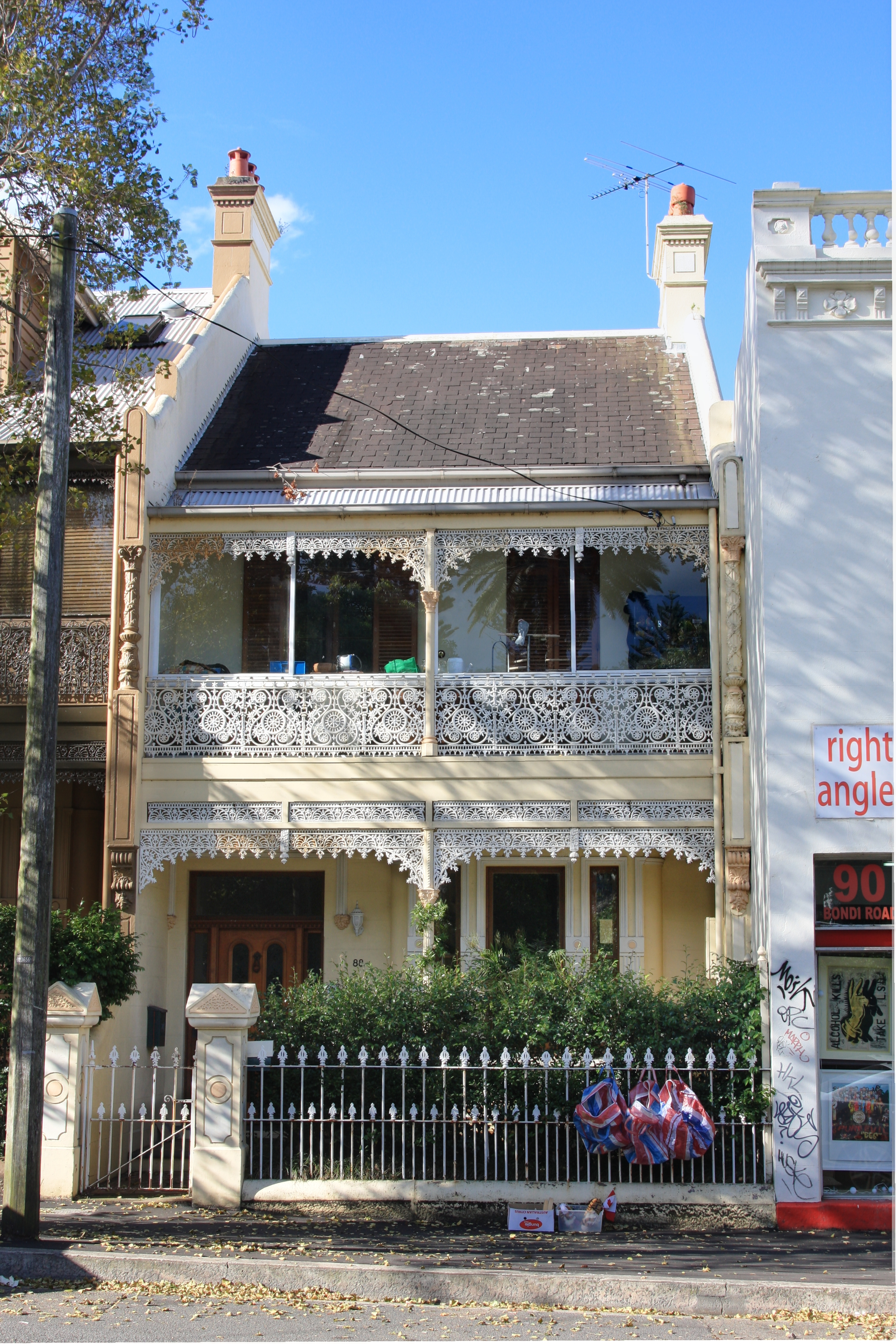
Maison victorienne « filigrane », Bondi Road, Bondi.
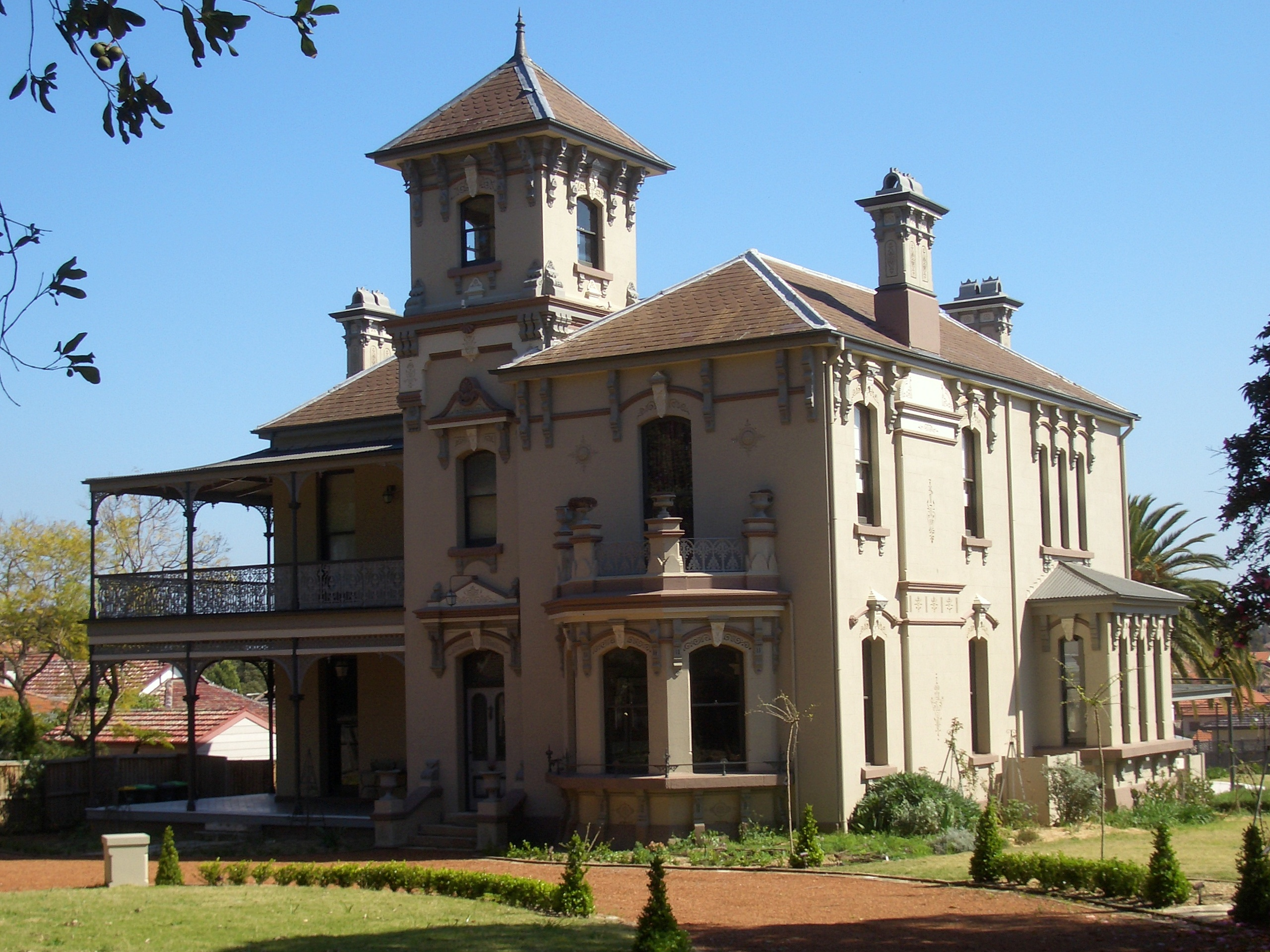
The Priory, une maison à l'italienne, Burwood Road, Burwood.
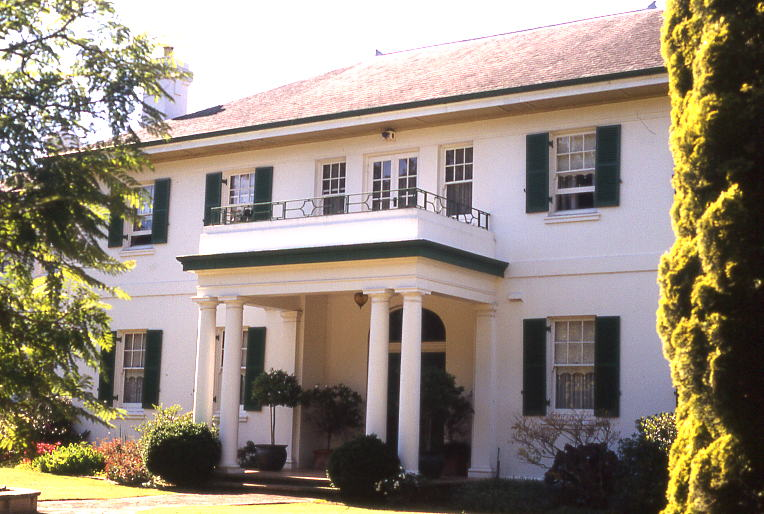
Merrivale, une maison de style Régence, Pymble.
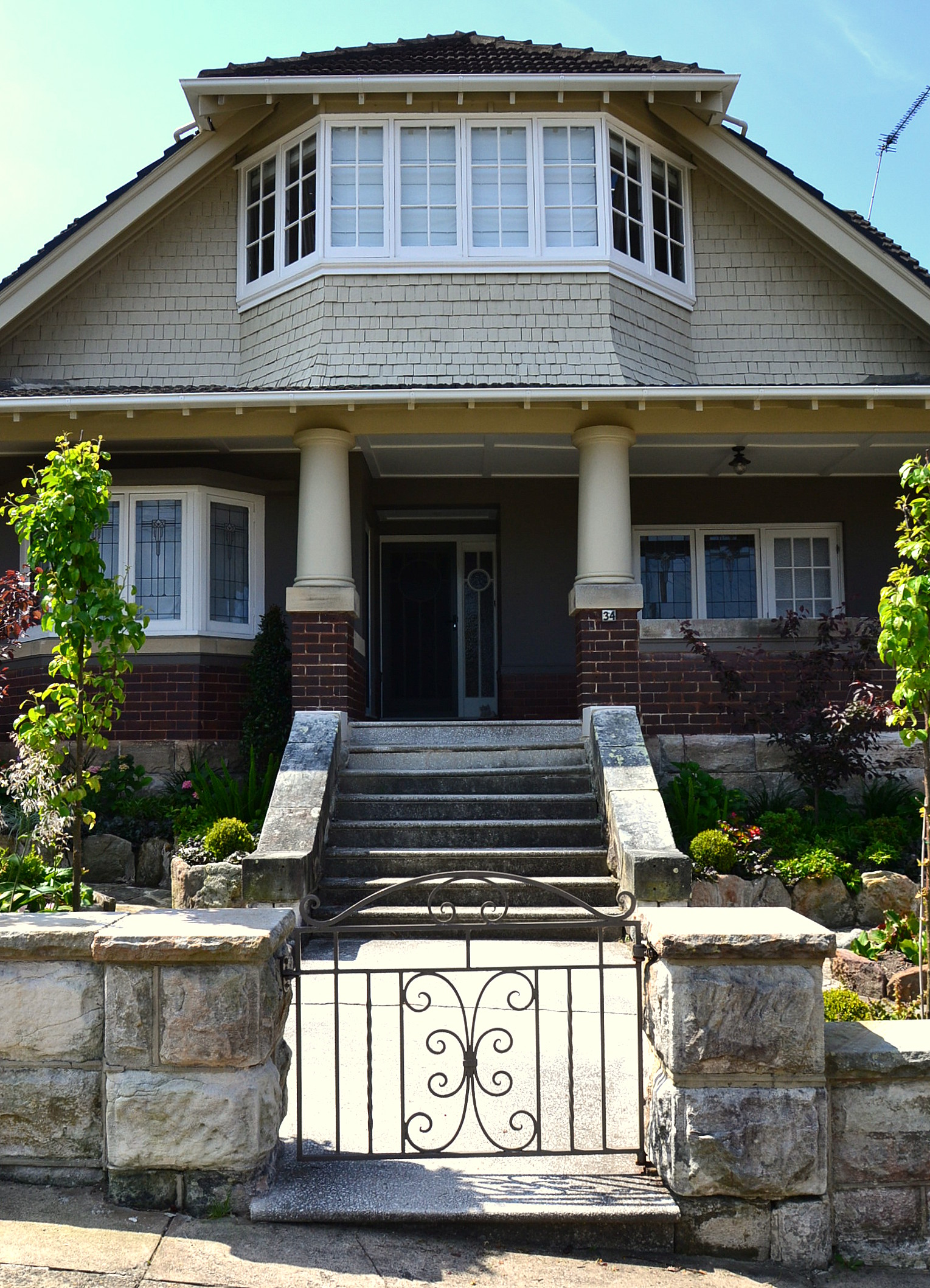
Bungalow à deux étages, Cremorne.
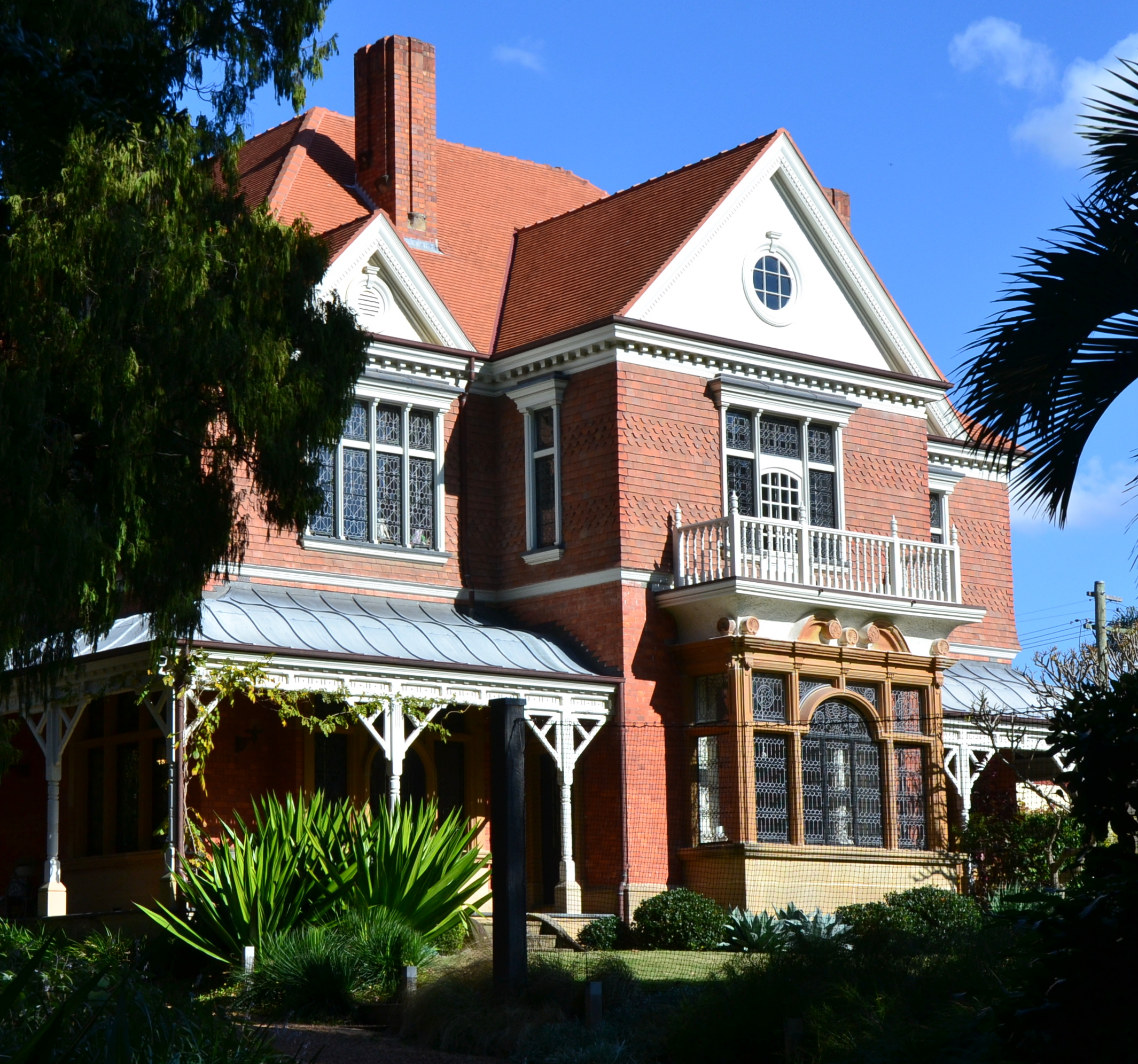
Caerleon, Bellevue Hill, Nouvelle-Galles du Sud, la première maison de style « Federation Queen Anne » en Australie.
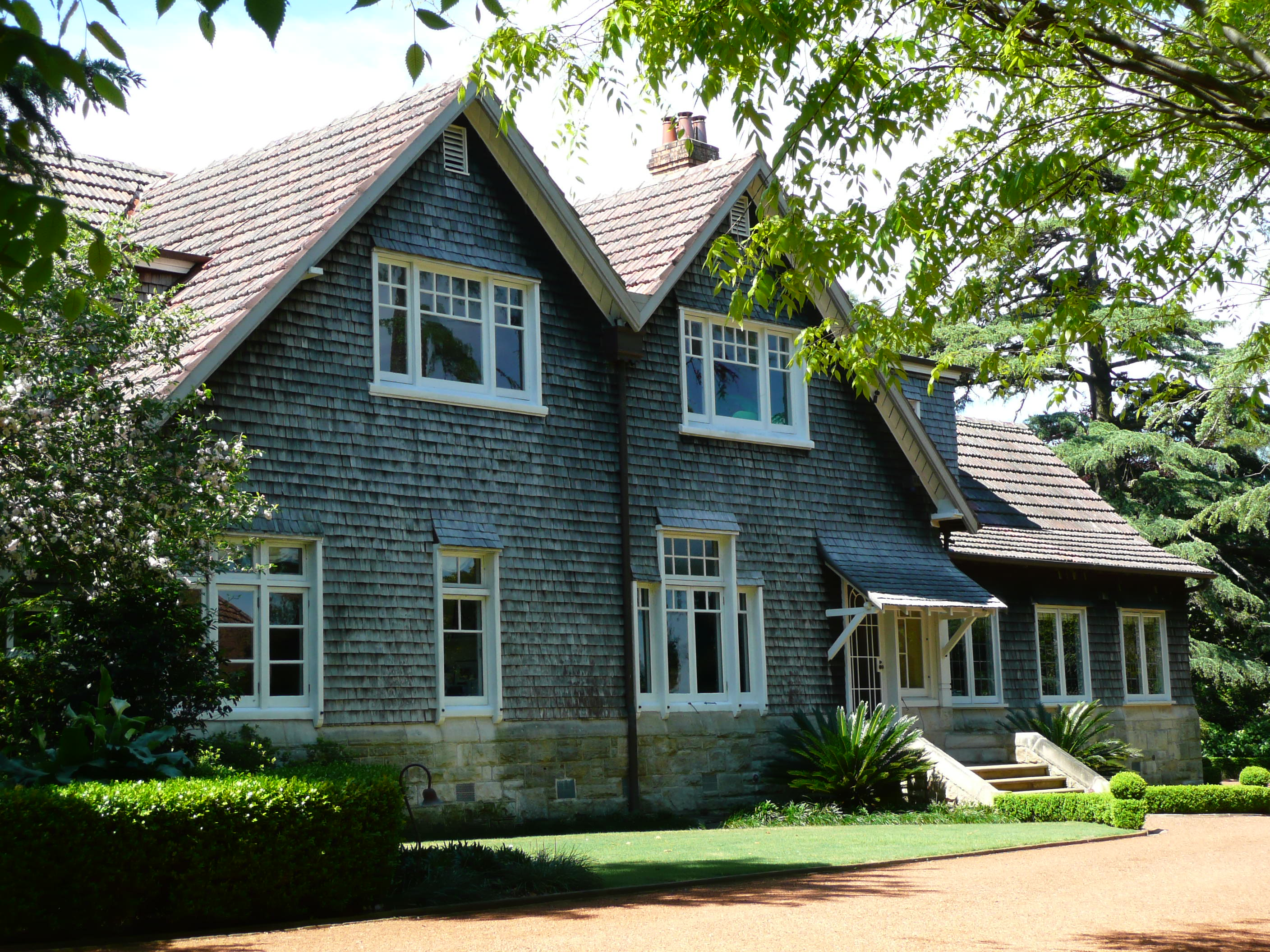
Pibrac, une maison dans le style Shingle, Warrawee (conçue par John Horbury Hunt).
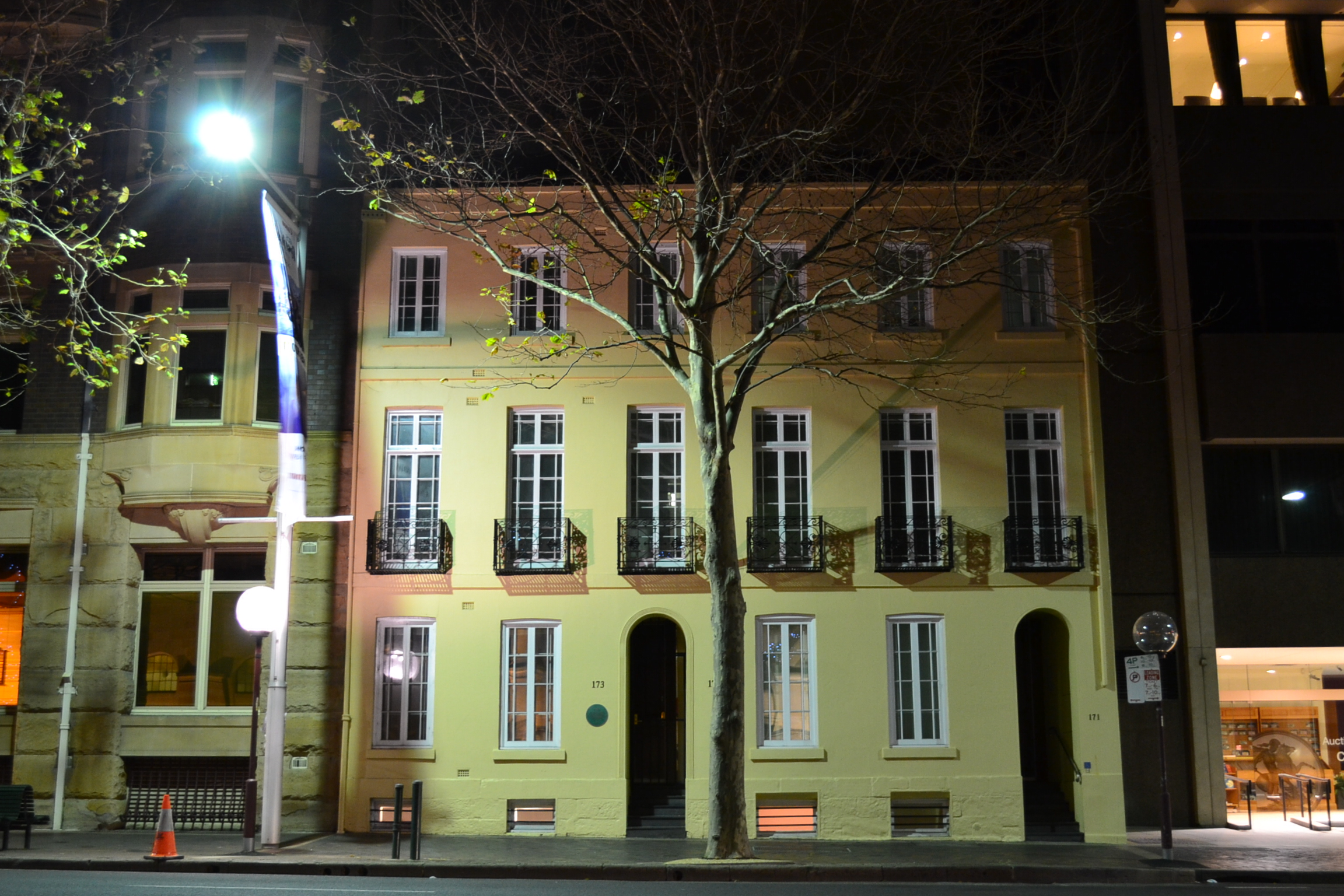
Appartements de style georgien, rue Macquarie.
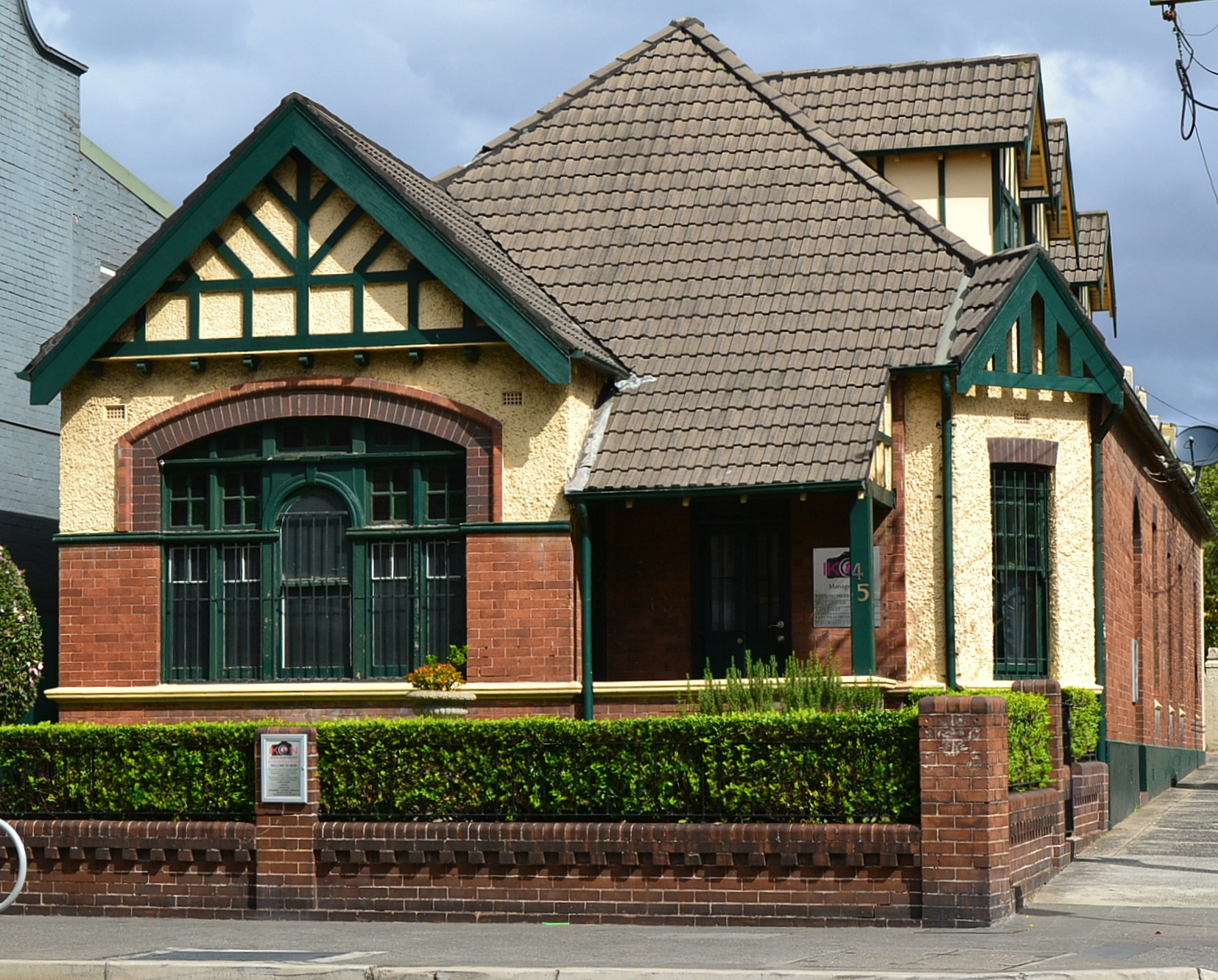
Cottage dans le style Arts and Crafts, Bondi Junction.
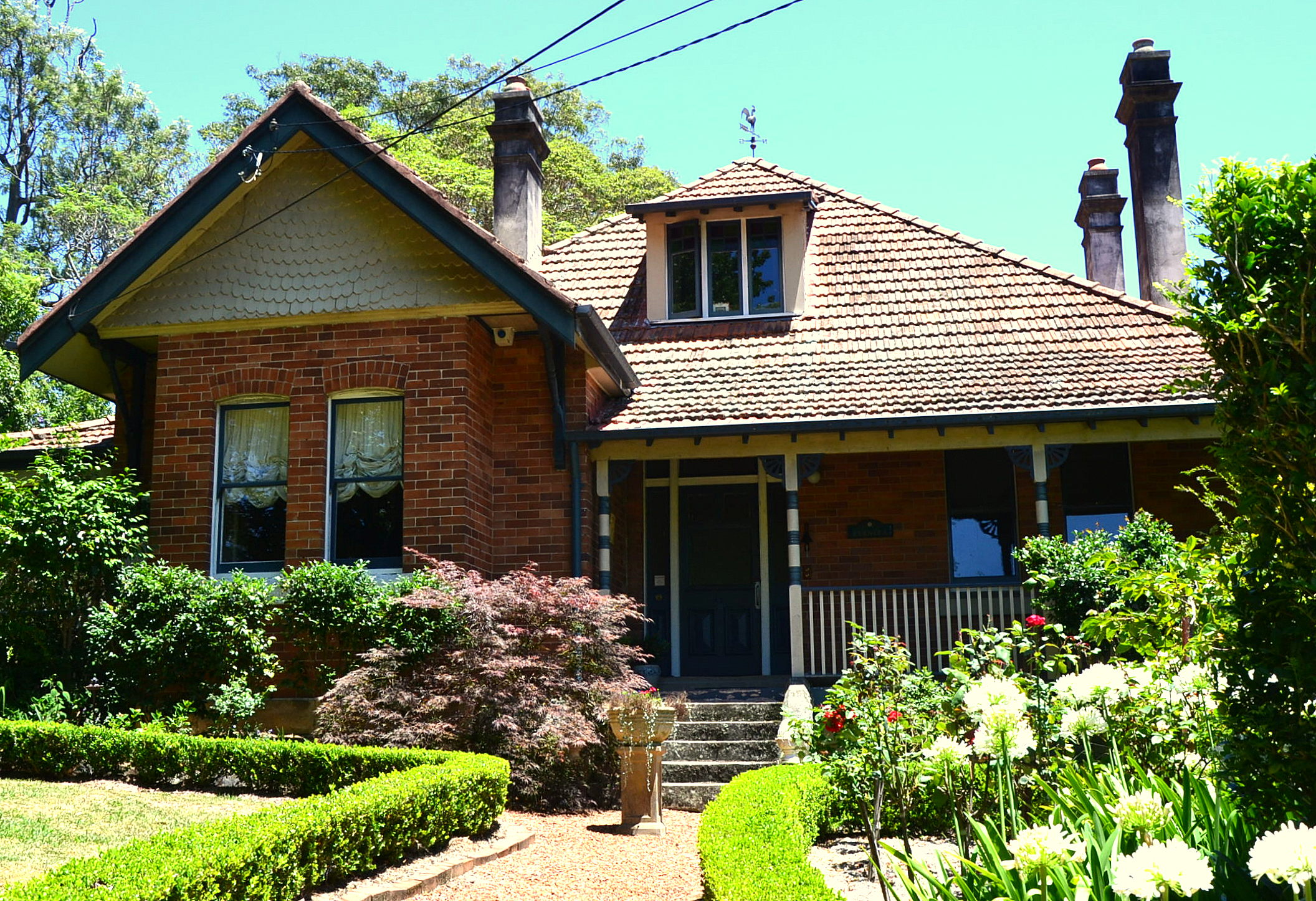
Fernlea, bungalow du style de la Fédération, Wahroonga, Nouvelle-Galles du Sud.
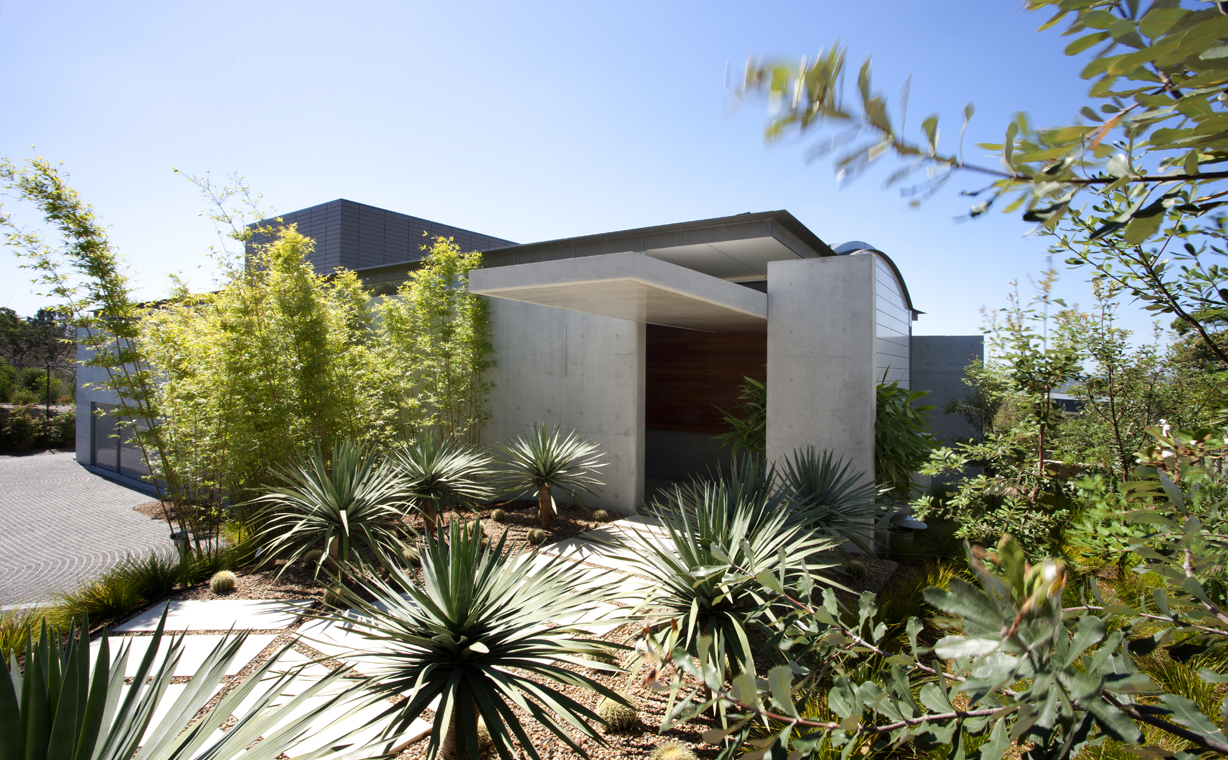
Maison contemporaine, Mosman.
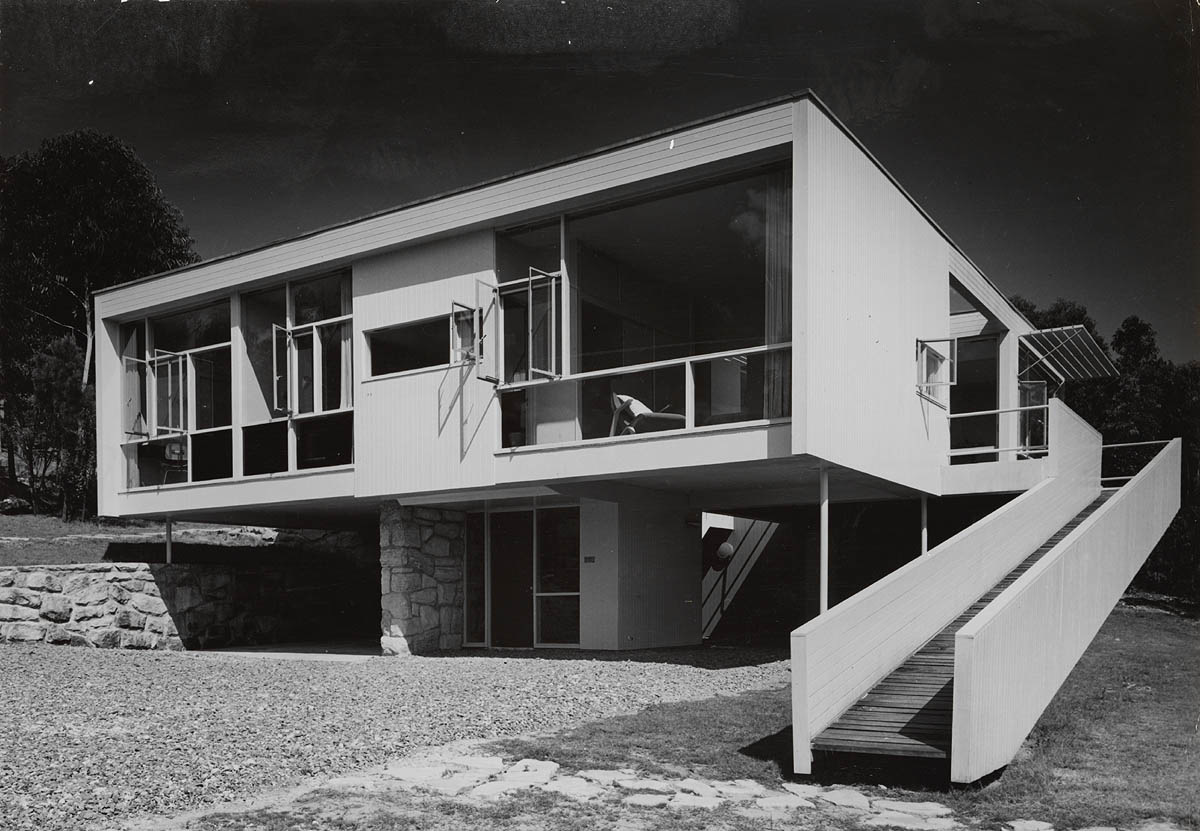
La Rose Seidler House sur la côte nord de la ville est le premier bâtiment de style moderniste / internationaliste à Sydney. Il est désormais ouvert au public en tant que musée.
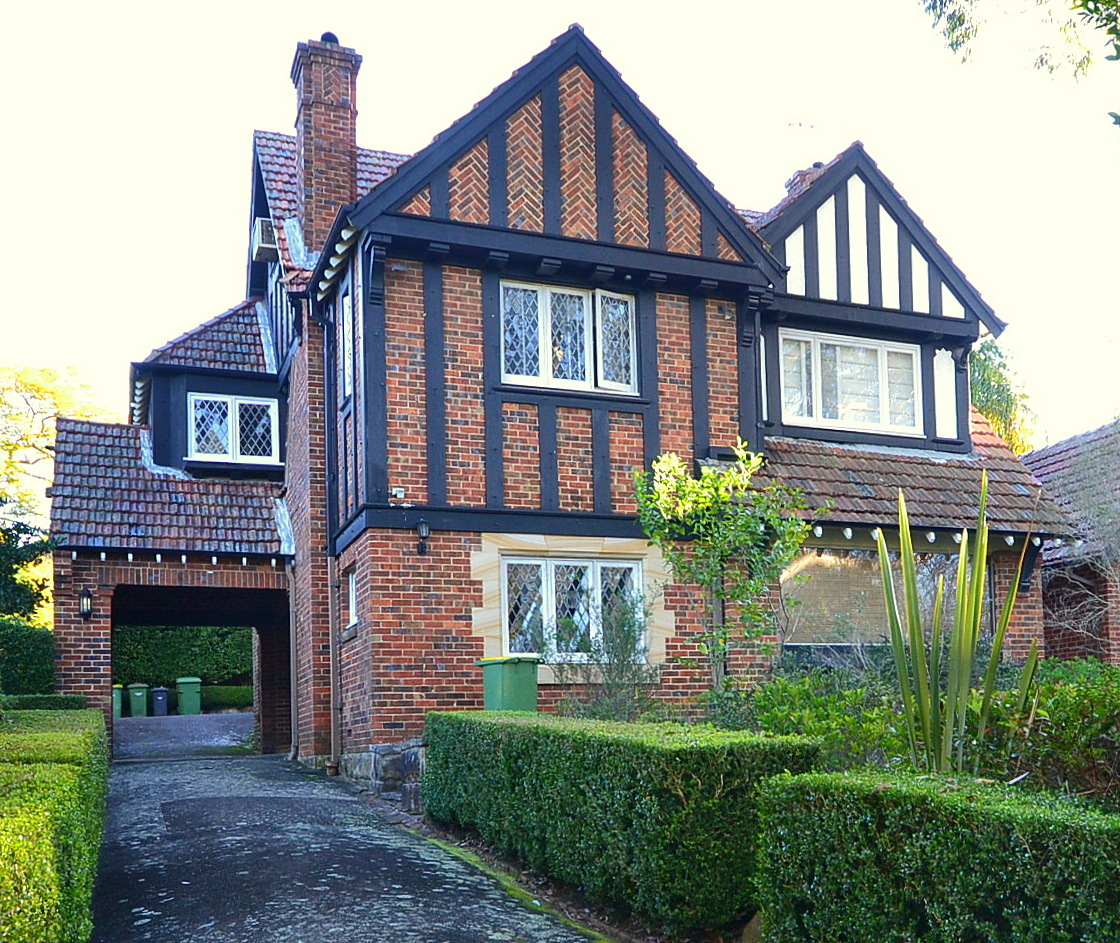
Vieille maison anglaise commune à Killara.